# Dancing Stars

Länder mit einer eigenen Version von Strictly Come Dancing

Dancing Stars ist eine Tanzshow des österreichischen Fernsehsenders ORF 1, deren erste Staffel zwischen September und November 2005 ausgestrahlt wurde. Es handelt sich um eine in Lizenz hergestellte Version der BBC-Show Strictly Come Dancing, die international unter verschiedenen Titeln wie beispielsweise Dancing with the Stars (USA) oder Let’s Dance (Deutschland) vermarktet wird.

## Konzept
Dancing Stars ist ein Tanzwettbewerb, in dem jeweils ein Prominenter und ein Profitänzer/eine Profitänzerin gemeinsam in einer Reihe von Liveshows im ORF-Zentrum antreten. Die Tänze werden vom Dancing Stars Orchester live begleitet.
Anfänglich acht bis zwölf Paare zeigen in jeder Sendung einen oder mehrere Tänze. Die Wertung setzt sich aus zwei Komponenten zusammen: Einerseits vergibt eine drei- oder vierköpfige Jury für jedes Paar Punkte, andererseits stimmen die Zuschauer per Televoting über die Paare ab. Am Ende jeder Sendung verlässt dasjenige Paar, das am schlechtesten bewertet wurde, das Spiel. Am letzten Abend der Serie wird der Gewinner zwischen den verbliebenen drei Paaren ermittelt.
Jedes Jury-Mitglied gibt jedem Paar Punkte zwischen 1 und 10. Die Punkte der Jury-Mitglieder für jedes Paar werden addiert und bringen die Paare in eine Jury-Rangliste. Innerhalb dieser Rangliste erhalten die Paare absteigend Gesamtwertungspunkte, wobei das letztplatzierte Paar einen Gesamtwertungspunkt erhält.
Nach der Zahl der Anrufe werden die Paare ebenfalls in eine Rangliste gebracht, die zu Gesamtwertungspunkten führt. Die Anrufer-Rangliste und somit die Gesamtwertungspunkte werden nicht genannt.
Am Ende jeder Sendung verlässt das Paar mit den wenigsten Gesamtwertungspunkten den Bewerb. Im Finale gewinnt das Paar mit den meisten Gesamtwertungspunkten. In der ersten Staffel spendeten die Sieger den Geldbetrag eines Sponsors an ein Projekt von Licht ins Dunkel. Seit der zweiten Staffel gibt es diese Siegerprämie nicht mehr.
Von der fünften bis zur elften Staffel wurden Paare mit männlichem und Paare mit weiblichem Profitänzer in den ersten beiden Sendungen getrennt bewertet. Seit der achten Staffel musste in diesen Sendungen keines der Paare die Show verlassen, die Jury- und Publikumsbewertungen wurden für die dritte Ausgabe übernommen. Seit der zwölften Staffel tanzen in allen Shows alle Paare, die Bewertungen der ersten Sendung werden in die zweite übernommen, wo das erste Paar ausscheidet.

## Besetzung

### Moderation
In den ersten drei Staffeln wurde die Sendung von Alfons Haider als Hauptmoderator und von Mirjam Weichselbraun als Nebenmoderatorin moderiert. In der vierten Staffel wurde Mirjam Weichselbraun zur Hauptmoderatorin und Klaus Eberhartinger wurde Nebenmoderator – Alfons Haider saß als Juror in der Jury während dieser Staffel. Die fünfte Staffel moderierten Mirjam Weichselbraun als Hauptmoderatorin und Alfons Haider als Nebenmoderator – Klaus Eberhartinger saß als Juror in der Jury während dieser Staffel.
Ab Staffel sechs moderierten Mirjam Weichselbraun als Hauptmoderatorin und Klaus Eberhartinger als Nebenmoderator die Sendung. Aufgrund der Auswirkungen der COVID-19-Pandemie gab es in der 13. Staffel im Herbst 2020 mehrere Wechsel in der Moderation. Im August 2020 gab Mirjam Weichselbraun wegen der Corona-Beschränkungen, aufgrund derer es ihr nicht möglich sei, für die Show von ihrem Wohnsitz in London nach Wien zu pendeln, ihren Ausstieg aus der dreizehnten Staffel bekannt. Ihre Vertretung als Hauptmoderatorin übernahm Kristina Inhof. Das Finale der 13. Staffel wurde von Norbert Oberhauser als Nebenmoderator statt Klaus Eberhartinger moderiert, da dieser zunächst positiv auf COVID-19 getestet worden war.
In Staffel 14 präsentiert Weichselbraun die Show gemeinsam mit Norbert Oberhauser, seit Staffel 15 fungiert Andi Knoll als Nebenmoderator.

#### Aktuelle Moderatoren
| Moderator/in         | Staffel   | Jahre            | Anmerkungen                                                      |
| -------------------- | --------- | ---------------- | ---------------------------------------------------------------- |
| Mirjam Weichselbraun | 1–12, 14– | 2005–2019, 2021– | In Staffel 1 bis 3 als Nebenmoderatorin, danach Hauptmoderatorin |
| Andi Knoll           | 15–       | 2023–            |                                                                  |

#### Ehemalige Moderatoren
| Moderator/in        | Staffel | Jahre           |
| ------------------- | ------- | --------------- |
| Alfons Haider       | 1–3, 5  | 2005–2007, 2009 |
| Kristina Inhof      | 13      | 2020            |
| Klaus Eberhartinger | 4, 6–13 | 2008, 2011–2020 |
| Norbert Oberhauser  | 14      | 2021            |

### Jury
Die Jury bestand von Staffel 1 bis Staffel 10 aus dem bekannten Tanzschulbesitzer Thomas Schäfer-Elmayer, der Tanzsporttrainerin und internationalen Wertungsrichterin Nicole Burns-Hansen, dem internationalen Wertungsrichter Hannes Nedbal und einem weiteren Jurymitglied.
In der ersten Staffel war dies Dagmar Koller. In der zweiten Staffel war es der Intendant der Seefestspiele Mörbisch, Harald Serafin. In der dritten Staffel war es Guggi Löwinger, Mitglied der Wiener Schauspieldynastie Löwinger und jahrzehntelanges Ensemble-Mitglied der Wiener Volksoper. In der vierten Staffel war Alfons Haider, der zuvor die Sendung moderiert hatte, Jurymitglied. In der fünften Staffel saß Klaus Eberhartinger, der die vorhergehenden Staffel comoderiert hatte, in der Jury.
In der sechsten Staffel wurde der vierte Juryplatz in jeder Sendung neu vergeben. Den Platz besetzten
- Marika Lichter (Schauspielerin, Siegerin der ersten Staffel)
- Karina Sarkissova (Balletttänzerin) (auch im Finale)
- Harald Serafin (Sänger, Intendant)
- Claudia Reiterer (Moderatorin, Siegerin der fünften Staffel)
- Sonya Kraus (Moderatorin)
- Lotte Tobisch (ehem. Operball-Organisatorin)
- Christoph Wagner-Trenkwitz (Moderator)
- Wayne Carpendale (Schauspieler)
- Peter Kraus (Sänger)

Seit der siebenten Staffel sitzt Profitänzer Balázs Ekker in der Jury.
In Staffel 11 wurden Thomas Schäfer-Elmayer und Hannes Nedbal durch den Tanzsporttrainer und internationalen Wertungsrichter Dirk Heidemann sowie durch die Balletttänzerin und Choreographin Karina Sarkissova ersetzt, damit bestand die Jury aus Heidemann, Hansen, Sarkissova und Ekker.
Am 26. August 2020 gab Nicole Hansen bekannt, dass sie in der 13. Staffel ab Herbst 2020 nicht als Jurymitglied fungieren könne, da es ihr aufgrund der Coronavirus-Pandemie nicht möglich sei, zwischen der Schweiz und Österreich zu pendeln. Ihr Jury-Platz wurde zunächst nicht nachbesetzt, im Semifinale und Finale der 13. Staffel wurde daneben Sarkissova von Maria Santner vertreten.
In Staffel 14 wurden Dirk Heidemann und Nicole Hansen durch Maria Santner ersetzt, in Staffel 15 und 16 ging der dritte Platz anstelle von Karina Sarkissova an wechselnde Gäste.
Die Gastjuroren der 15. Staffel waren
- 3. März 2023: Barbara Meier
- 10. März 2023: Kim Duddy
- 17. März 2023: Kathrin Menzinger
- 24. März 2023: Michael Schottenberg
- 31. März 2023: Amira Pocher
- 14. April 2023: Rebecca Horner
- 21. April 2023: Mark Seibert
- 28. April 2023: Cesár Sampson
- 5. Mai 2023: Katharina Straßer
- 12. Mai 2023: Caroline Athanasiadis

Die Gastjuroren der 16. Staffel waren
- Sendung 1: Missy May
- Sendung 2: Conchita Wurst
- Sendung 3: Maya Hakvoort
- Sendung 4: Georgij Makazaria
- Sendung 5: Caroline Athanasiadis
- Sendung 6: Mark Seibert
- Sendung 7: Ross Antony
- Sendung 8: Michael Schottenberg
- Sendung 9: Barbara Meier
- Sendung 10: Bruce Darnell

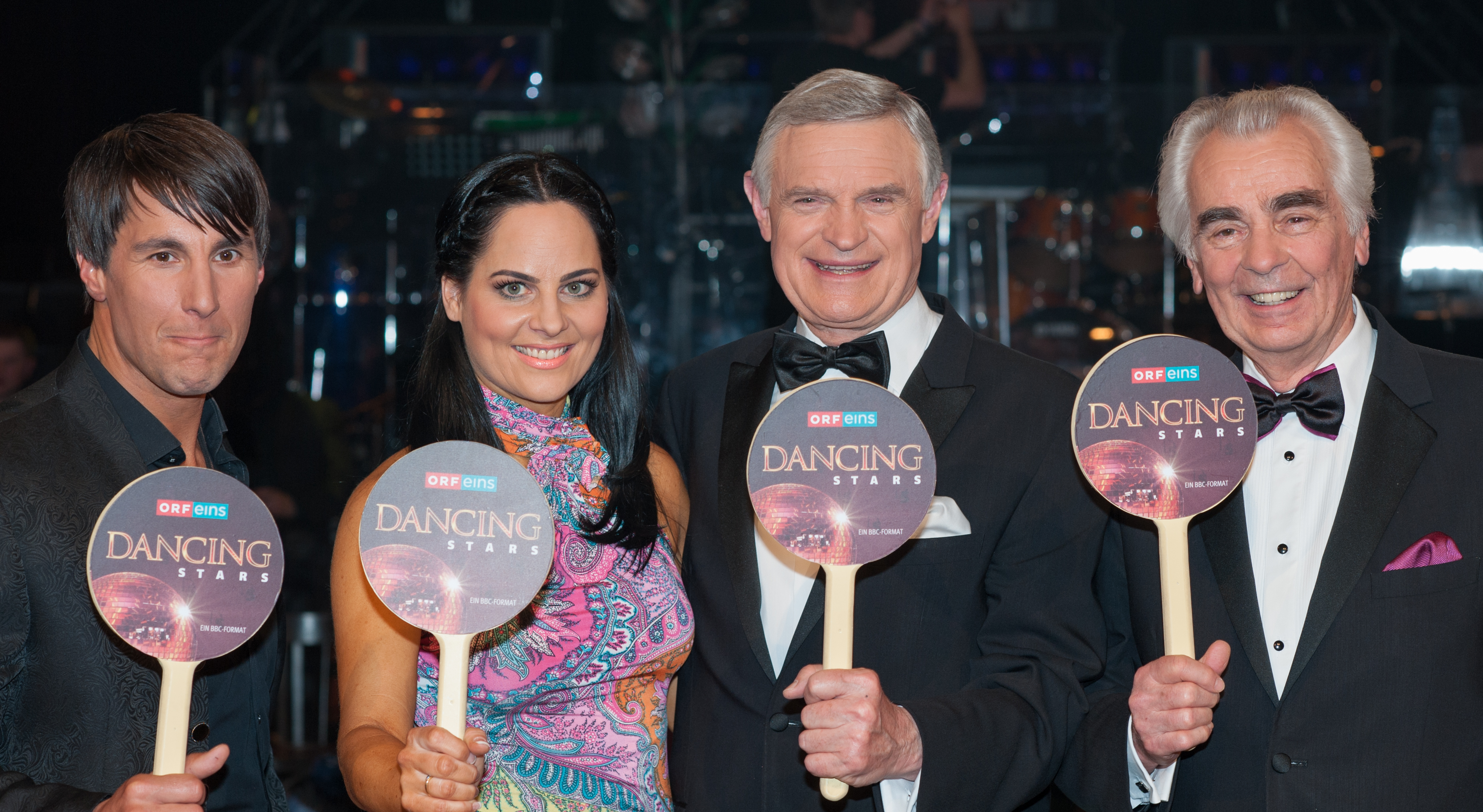
Die Jury von 2012 bis 2016: Balázs Ekker, Nicole Burns-Hansen, Thomas Schäfer-Elmayer und Hannes Nedbal
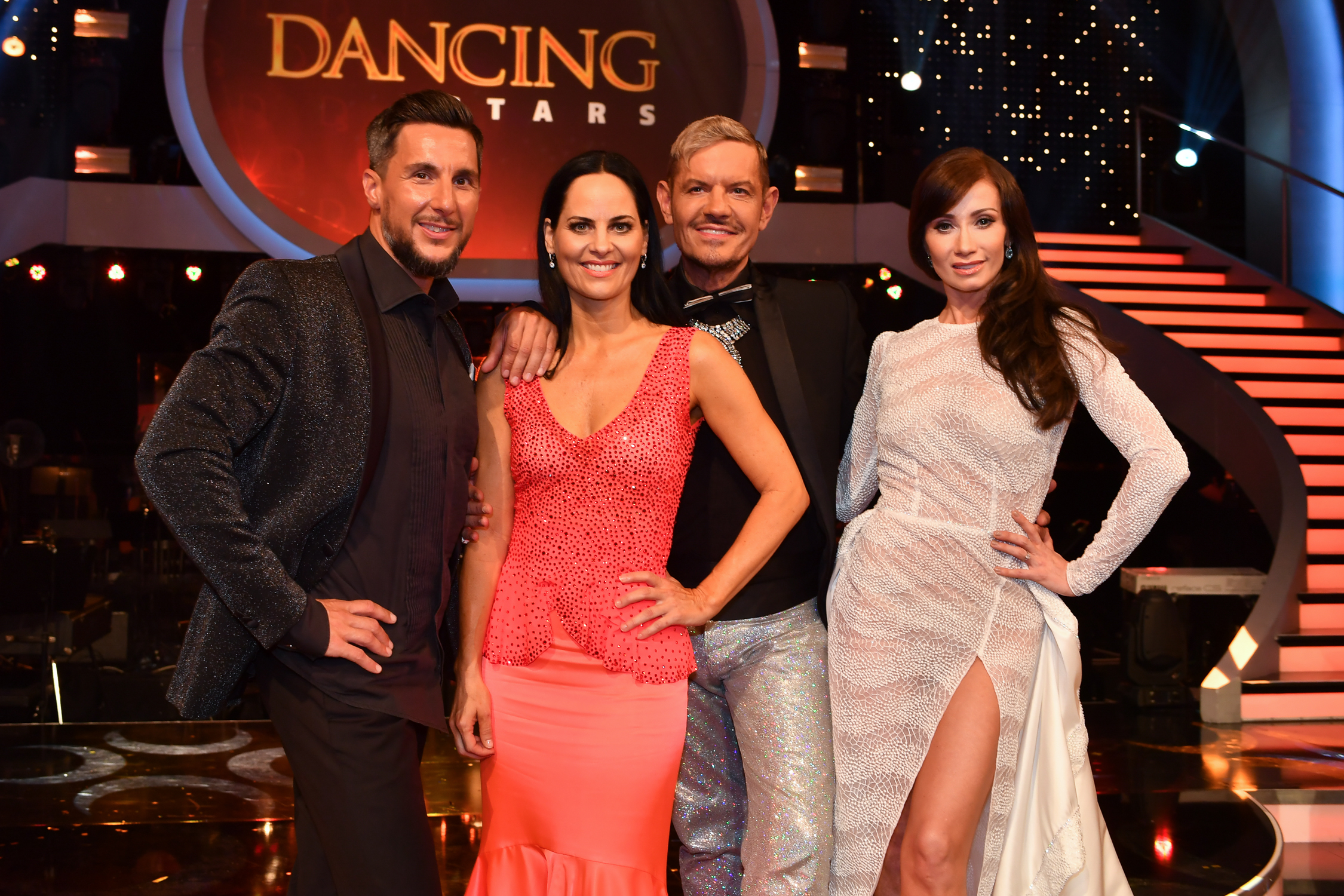
Die Jury von 2017 bis März 2020: Balazs Ekker, Nicole Hansen, Dirk Heidemann und Karina Sarkissova
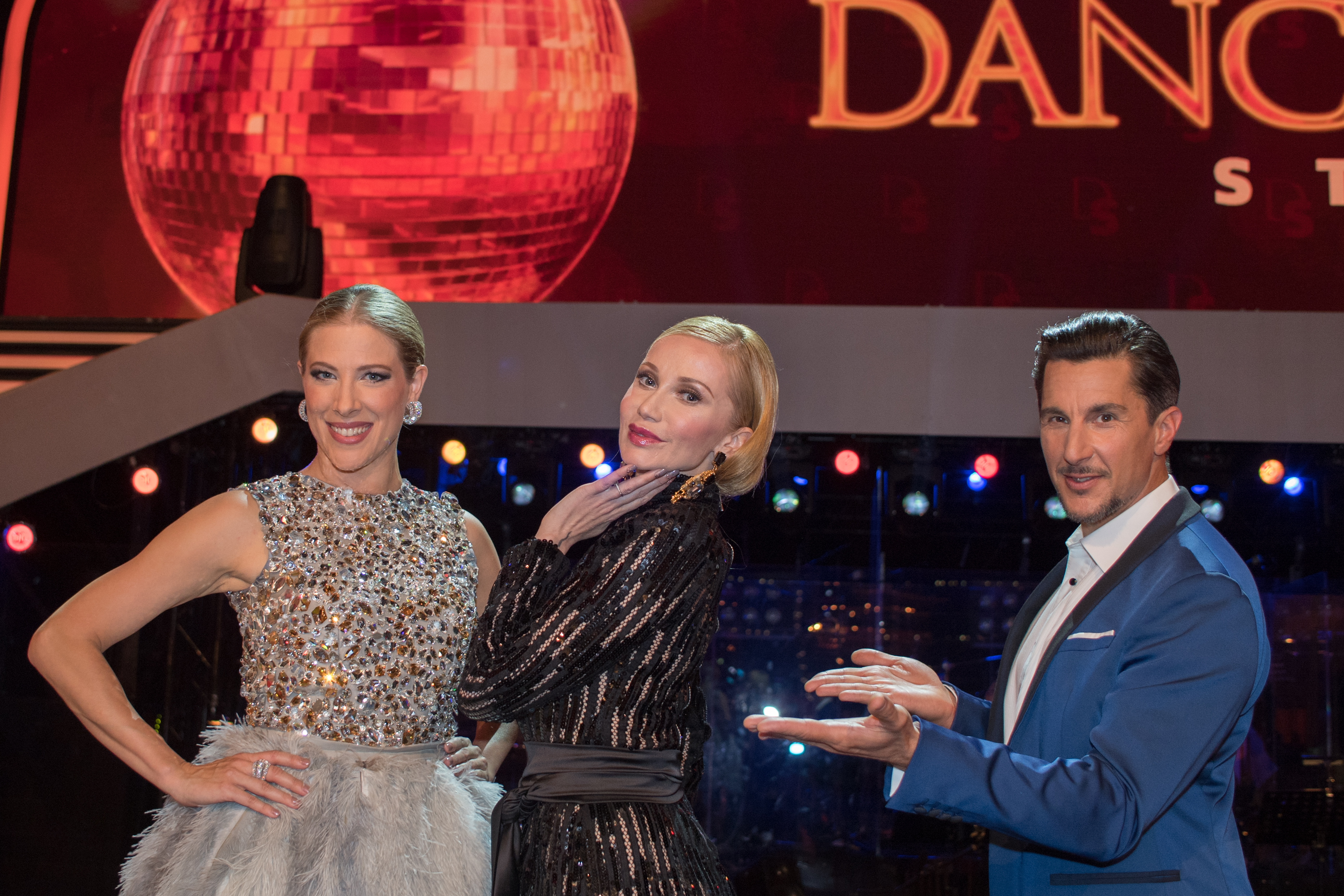
Die Jury seit September 2021: Maria Santner, Karina Sarkissova und Balazs Ekker

#### Aktuelle Juroren
| Juror/in      | Staffel | Jahre |
| ------------- | ------- | ----- |
| Balázs Ekker  | 7–      | 2012– |
| Maria Santner | 14–     | 2021– |

#### Ehemalige Juroren (ohne Gastjuroren)
| Juror/in               | Staffel | Jahre     | Anmerkungen        |
| ---------------------- | ------- | --------- | ------------------ |
| Dirk Heidemann         | 11–13   | 2017–2020 |                    |
| Nicole Hansen          | 1–12    | 2005–2019 |                    |
| Thomas Schäfer-Elmayer | 1–10    | 2005–2016 |                    |
| Hannes Nedbal          | 1–10    | 2005–2016 |                    |
| Harald Serafin         | 2       | 2006      | Gastjuror (2011)   |
| Dagmar Koller          | 1       | 2005      |                    |
| Alfons Haider          | 4       | 2008      |                    |
| Klaus Eberhartinger    | 5       | 2009      |                    |
| Guggi Löwinger         | 3       | 2007      |                    |
| Karina Sarkissova      | 11–14   | 2017–2021 | Gastjurorin (2011) |

### Regisseur
| Regisseur/in  | Staffel | Jahre |
| ------------- | ------- | ----- |
| Kurt Pongratz | 1–      | 2005– |

## Episodenliste
| Staffel | Episodenanzahl | Staffelpremiere    | Staffelfinale     | Folge von/bis |
| ------- | -------------- | ------------------ | ----------------- | ------------- |
| 1       | 8              | 23. September 2005 | 11. November 2005 | 1–8           |
| 2       | 10             | 10. März 2006      | 12. Mai 2006      | 9–18          |
| 3       | 10             | 9. März 2007       | 9. Mai 2007       | 19–28         |
| 4       | 10             | 8. Februar 2008    | 11. April 2008    | 29–38         |
| 5       | 10             | 6. März 2009       | 15. Mai 2009      | 39–48         |
| 6       | 10             | 11. März 2011      | 27. Mai 2011      | 49–58         |
| 7       | 10             | 9. März 2012       | 18. Mai 2012      | 59–68         |
| 8       | 12             | 1. März 2013       | 24. Mai 2013      | 69–80         |
| 9       | 10             | 7. März 2014       | 16. Mai 2014      | 81–90         |
| 10      | 10             | 4. März 2016       | 6. Mai 2016       | 91–100        |
| 11      | 10             | 31. März 2017      | 2. Juni 2017      | 101–110       |
| 12      | 8              | 15. März 2019      | 10. Mai 2019      | 111–118       |
| 13      | 9              | 25. September 2020 | 27. November 2020 | 119–127       |
| 14      | 10             | 24. September 2021 | 26. November 2021 | 128–137       |
| 15      | 10             | 3. März 2023       | 12. Mai 2023      | 138–147       |
| 16      | 10             | 14. März 2025      | 23. Mai 2025      | 139-148       |

## Gewinner
Die Sieger der bisherigen Staffeln sind:
| Staffel | Prominente/r          | Beruf/Tätigkeit                            | Tanzpartner/in    |
| ------- | --------------------- | ------------------------------------------ | ----------------- |
| 1       | Marika Lichter        | Musicaldarstellerin                        | Andy Kainz        |
| 2       | Manuel Ortega         | Sänger                                     | Kelly Kainz       |
| 3       | Klaus Eberhartinger   | Sänger                                     | Kelly Kainz       |
| 4       | Dorian Steidl         | Moderator                                  | Nicole Kuntner    |
| 5       | Claudia Reiterer      | Moderatorin                                | Andy Kainz        |
| 6       | Astrid Wirtenberger   | Sängerin                                   | Balázs Ekker      |
| 7       | Petra Frey            | Schlagersängerin                           | Vadim Garbuzov    |
| 8       | Rainer Schönfelder    | Skirennläufer                              | Manuela Stöckl    |
| 9       | Roxanne Rapp          | Schauspielerin                             | Vadim Garbuzov    |
| 10      | Verena Scheitz        | Moderatorin, Schauspielerin, Kabarettistin | Florian Gschaider |
| 11      | Martin Ferdiny        | Moderator und Musiker                      | Maria Santner     |
| 12      | Elisabeth Görgl       | Skirennläuferin                            | Thomas Kraml      |
| 13      | Michaela Kirchgasser  | Skirennläuferin                            | Vadim Garbuzov    |
| 14      | Caroline Athanasiadis | Kabarettistin                              | Danilo Campisi    |
| 15      | Missy May             | Sängerin                                   | Dimitar Stefanin  |
| 16      | Aaron Karl            | Schauspieler                               | Kateryna Mizera   |

## Staffel 1 (Herbst 2005)

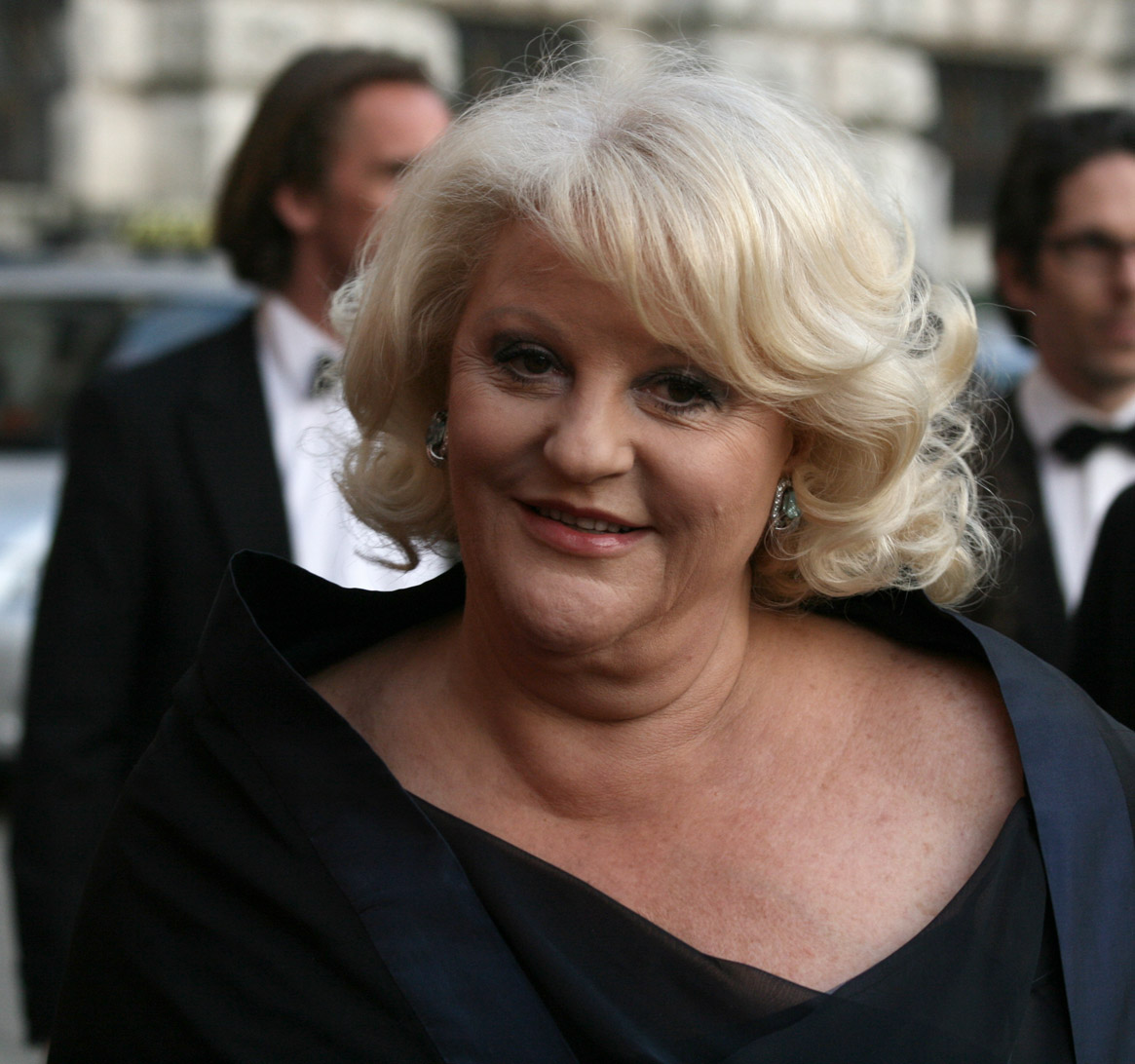
Marika Lichter gewann zusammen mit Andy Kainz die erste Staffel

In der ersten Staffel traten 8 Paare an. In der ersten Sendung musste noch niemand die Sendung verlassen. Das Finale in der 8. Sendung wurde am 11. November 2005 zwischen zwei Paaren ausgetragen, wobei sich Marika Lichter mit Andy Kainz gegen den Sympathieträger Toni Polster durchsetzen konnte.
| Platzierung | Prominente/r       | Beruf/Tätigkeit                      | Tanzpartner/in       |
| ----------- | ------------------ | ------------------------------------ | -------------------- |
| 1.          | Marika Lichter     | Musicaldarstellerin                  | Andy Kainz           |
| 2.          | Toni Polster       | ehemaliger Fußballspieler            | Michaela Heintzinger |
| 3.          | Barbara Rett       | ORF-Moderatorin                      | Manfred Zehender     |
| 4.          | Stefano Bernardin  | Schauspieler                         | Christina Auer       |
| 5.          | Patricia Kaiser    | Miss Austria 2000 und Leichtathletin | Alexander Kreissl    |
| 6.          | Peter Rapp         | ORF-Moderator                        | Julia Polai          |
| 7.          | Arabella Kiesbauer | Moderatorin                          | Balázs Ekker         |
| 8.          | Mat Schuh          | Sänger und Entertainer               | Kelly Kainz          |

## Staffel 2 (Frühjahr 2006)
Die zweite Staffel lief ab 10. März 2006, und diese gewann Manuel Ortega mit Kelly Kainz, der Frau von Andy Kainz. 2006 erhielt Dancing Stars als erfolgreichste Show des ORF aller Zeiten die Goldene Romy.
| Platzierung | Prominente/r       | Beruf/Tätigkeit                    | Tanzpartner/in       |
| ----------- | ------------------ | ---------------------------------- | -------------------- |
| 1.          | Manuel Ortega      | Sänger                             | Kelly Kainz          |
| 2.          | Andreas Goldberger | Ex-Skispringer, Sportkommentator   | Julia Polai          |
| 3.          | Nicole Beutler     | Schauspielerin                     | Balázs Ekker         |
| 4.          | Hans Georg Heinke  | Journalist und Nachrichtensprecher | Elke Gehrsitz        |
| 5.          | Simone Stelzer     | Sängerin                           | Alexander Kreissl    |
| 6.          | Gregor Bloéb       | Schauspieler                       | Michaela Heintzinger |
| 7.          | Barbara Karlich    | Talkshow-Moderatorin               | Alexander Zaglmaier  |
| 8.          | Edi Finger jun.    | Radio-Sportkommentator             | Nicole Kuntner       |
| 9.          | Ulrike Beimpold    | Schauspielerin und Comedian        | Manfred Zehender     |
| 10.         | Gerda Rogers       | Astrologin                         | Andy Kainz           |

## Staffel 3 (Frühjahr 2007)

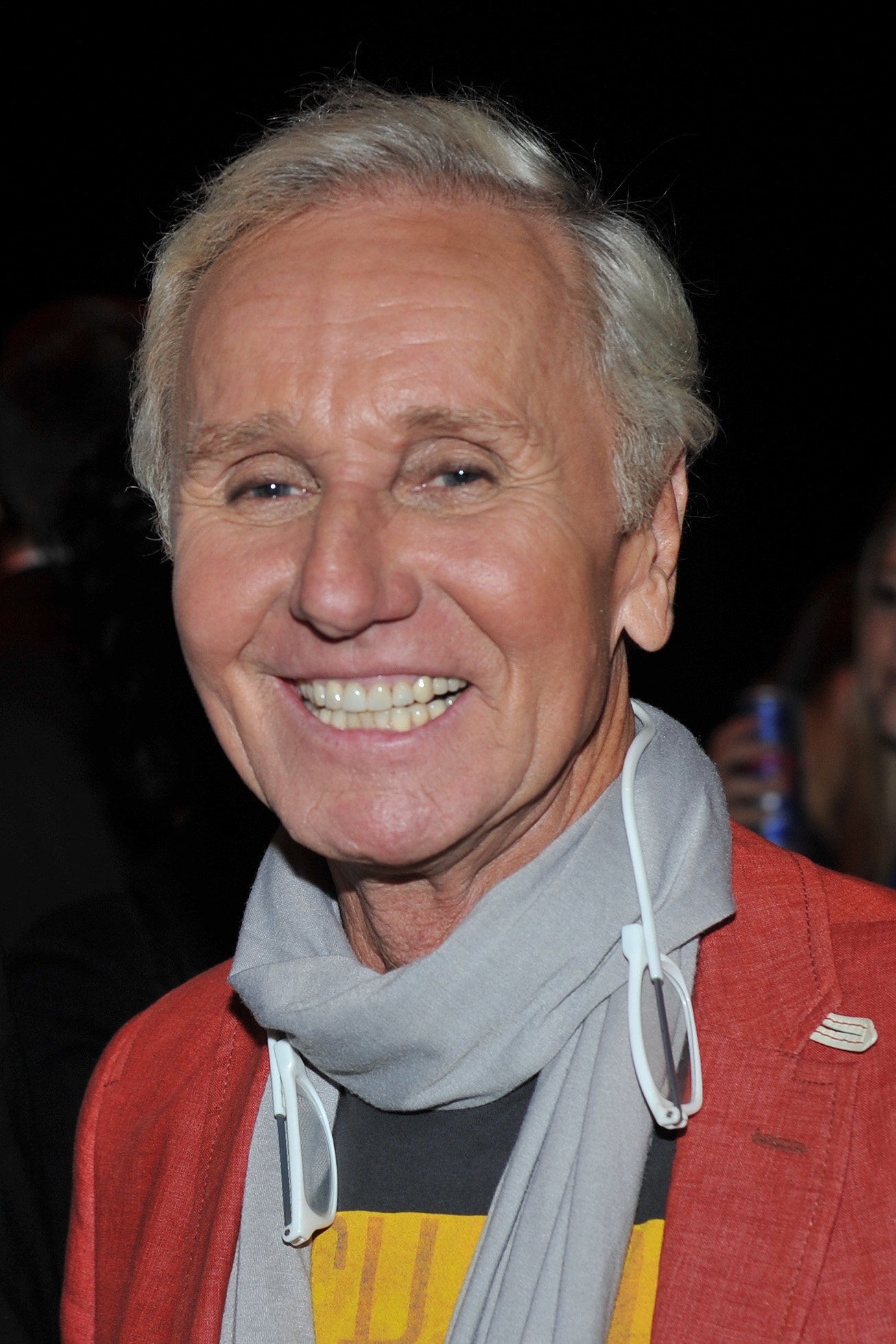
EAV-Frontman Klaus Eberhartinger siegte in der dritten Staffel, ehe er in die Moderation wechselte

Die dritte Staffel gewann Klaus Eberhartinger an der Seite von Profi-Tänzerin Kelly Kainz.
| Platzierung | Prominente/r         | Beruf/Tätigkeit         | Tanzpartner/in       |
| ----------- | -------------------- | ----------------------- | -------------------- |
| 1.          | Klaus Eberhartinger  | Sänger                  | Kelly Kainz          |
| 2.          | Peter L. Eppinger    | Radiomoderator bei Ö3   | Julia Polai          |
| 3.          | Zabine Kapfinger     | Sängerin                | Alexander Zaglmaier  |
| 4.          | Michael Tschuggnall  | Starmania-Gewinner 2002 | Alice Guschelbauer   |
| 5.          | Nina Proll           | Schauspielerin          | Balázs Ekker         |
| 6.          | Harry Prünster       | Moderator               | Michaela Heintzinger |
| 7.          | Michael Konsel       | ehem. Fußballspieler    | Nicole Kuntner       |
| 8.          | Stephanie Graf-Zitny | Ex-Leichtathletin       | Andy Kainz           |
| 9.          | Hera Lind            | Bestsellerautorin       | Alexander Kreissl    |
| 10.         | Timna Brauer         | Sängerin und Künstlerin | Manfred Zehender     |

## Staffel 4 (Frühjahr 2008)

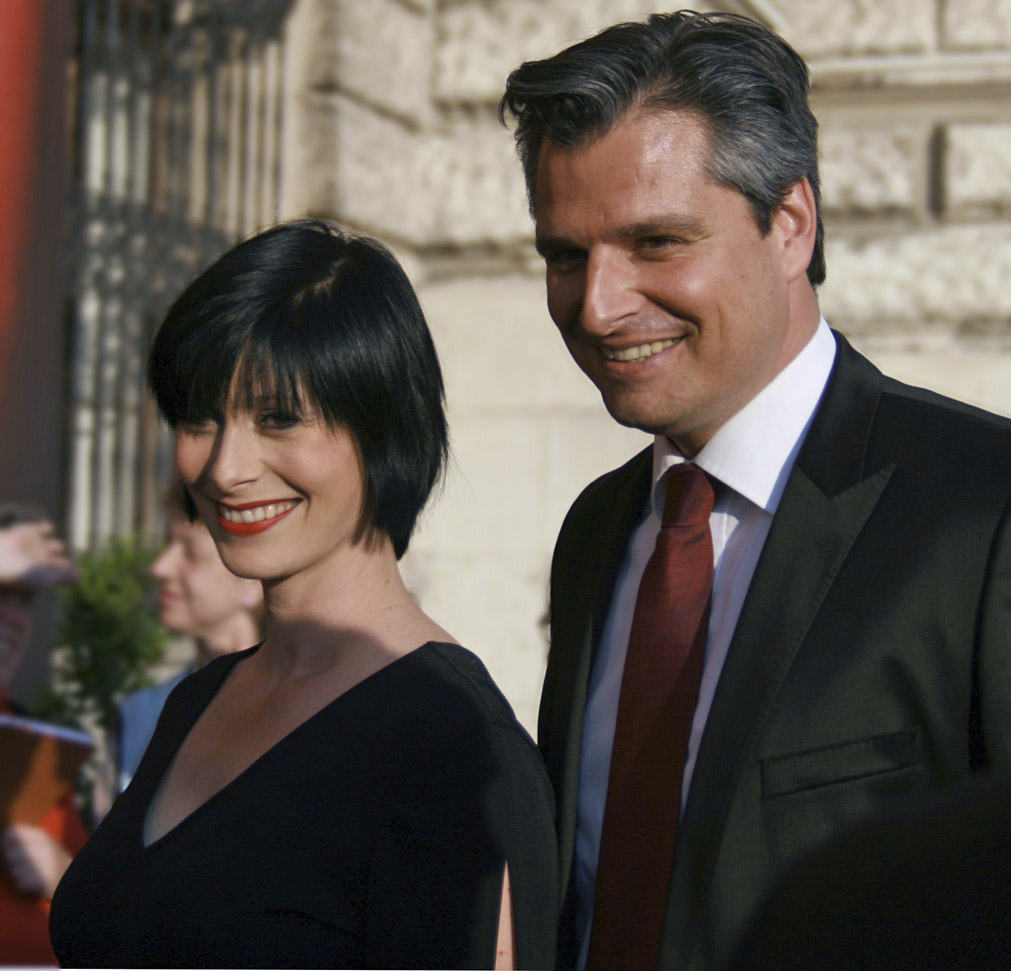
Dorian Steidl, hier zusammen mit seiner Frau Heike, gewann zusammen mit Nicole Kuntner Staffel vier.

In der vierten Staffel wurde das Finale, wo erneut die letzten drei Kandidaten gegeneinander antreten, in zwei Sendungen geteilt (Semifinale und Finale), wobei das Finale einen Tag nach dem Semifinale, an einem Samstag ausgetragen wurde. In der vierten Staffel im Jahr 2008 war ORF-Moderator Dorian Steidl mit seiner Partnerin Nicole Kuntner, die erstmals im Finale tanzte, erfolgreich.
| Platzierung | Prominente/r              | Beruf/Tätigkeit         | Tanzpartner/in       |
| ----------- | ------------------------- | ----------------------- | -------------------- |
| 1.          | Dorian Steidl             | Moderator               | Nicole Kuntner       |
| 2.          | Elisabeth Engstler        | Moderatorin             | Alexander Zaglmaier  |
| 3.          | Elke Winkens              | Schauspielerin          | Andy Kainz           |
| 4.          | Waterloo (Hans Kreuzmayr) | Musiker                 | Alice Guschelbauer   |
| 5.          | Jeannine Schiller         | Charity-Lady            | Balázs Ekker         |
| 6.          | Marc Pircher              | Sänger                  | Kelly Kainz          |
| 7.          | Christine Reiler          | Miss Austria 2007       | Manfred Zehender     |
| 8.          | Oliver Stamm              | Beachvolleyball-Spieler | Julia Polai          |
| 9.          | Peter Tichatschek         | Moderator               | Michaela Heintzinger |
| 10.         | Claudia Stöckl            | Ö3-Moderatorin          | Alexander Kreissl    |

## Staffel 5 (Frühjahr 2009)
Am 6. März 2009 begann die fünfte Staffel von Dancing Stars. Im Finale gewannen die ORF-Moderatorin Claudia Reiterer und Andy Kainz, für den dies der zweite Sieg war.
| Platzierung | Prominente/r              | Beruf/Tätigkeit              | Tanzpartner/in       |
| ----------- | ------------------------- | ---------------------------- | -------------------- |
| 1.          | Claudia Reiterer          | Moderatorin                  | Andy Kainz           |
| 2.          | Ramesh Nair               | Werbedarsteller, Choreograph | Michaela Heintzinger |
| 3.          | Udo Wenders               | Musiker                      | Barbara Koitz        |
| 4.          | Tini Kainrath             | Sängerin der Rounder Girls   | Manfred Zehender     |
| 5.          | Sandra Pires              | Sängerin                     | Alexander Kreissl    |
| 6.          | Gitta Saxx                | ehemaliges Model             | Balázs Ekker         |
| 7.          | Vincent Bueno             | Sänger                       | Christina Auer       |
| 8.          | Maggie Entenfellner       | Moderatorin                  | Gerhard Egger        |
| 9.          | Gerhard Zadrobilek        | Radsportler                  | Alice Guschelbauer   |
| 10.         | Andy Lee Lang             | Entertainer                  | Nicole Kuntner       |
| 11.         | Marie-Christine Friedrich | Schauspielerin               | Alexander Zaglmaier  |
| 11.         | Christoph Fälbl           | Schauspieler, Kabarettist    | Julia Polai          |

## Staffel 6 (Frühjahr 2011)

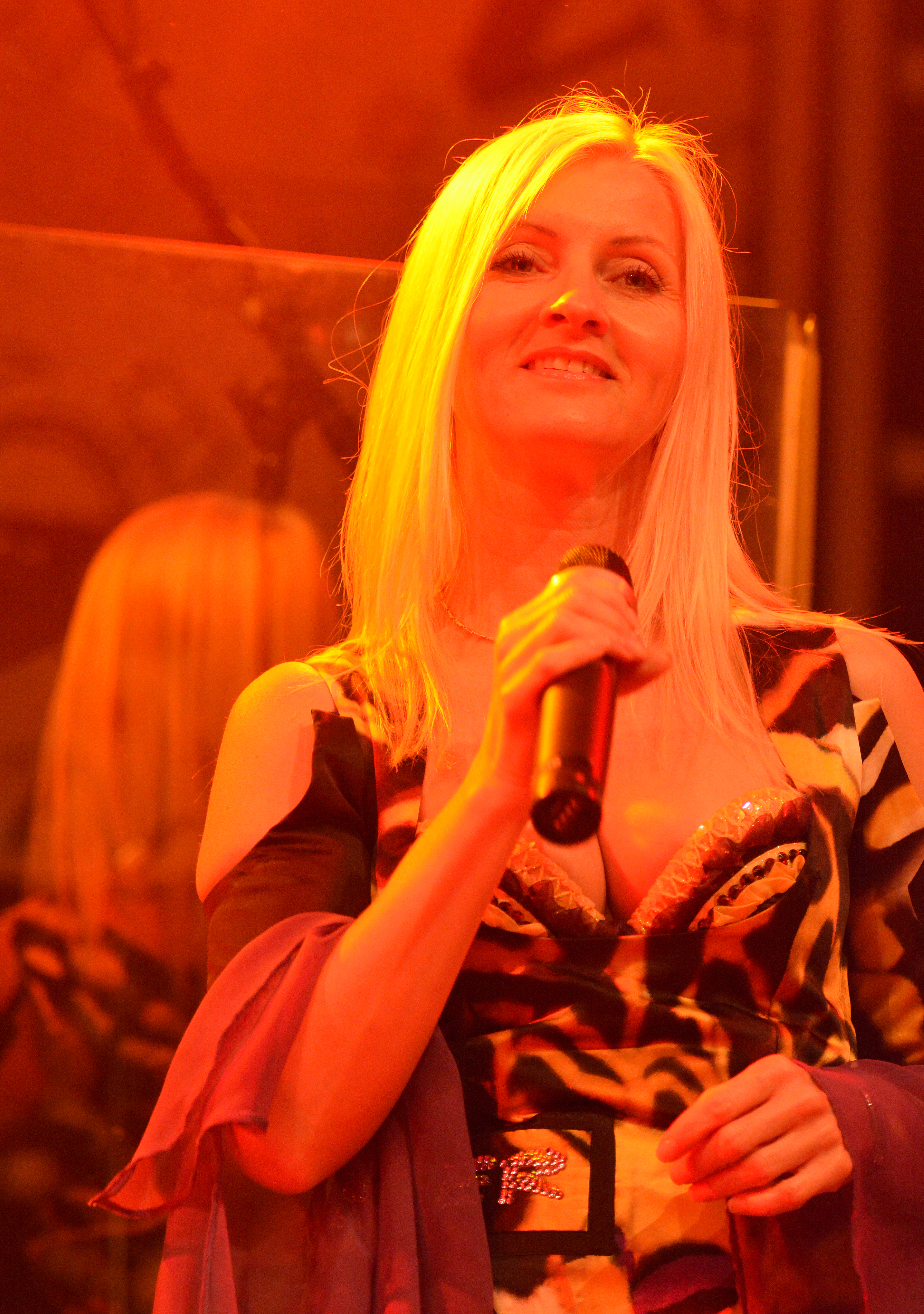
Siegerin Astrid Wirtenberger ist Mitglied der österreichischen Band Die Seer.

Die 6. Staffel wurde vom 11. März 2011 bis zum 27. Mai 2011 auf ORF eins ausgestrahlt. Im Jänner 2011 wurde bekanntgegeben, dass in dieser Staffel erstmals ein gleichgeschlechtliches Paar mit Alfons Haider als prominentem Kandidaten antritt. Die Sängerin Astrid Wirtenberger und Balázs Ekker gewannen im Finale.
| Platzierung | Prominente/r          | Beruf/Tätigkeit                | Tanzpartner/in     |
| ----------- | --------------------- | ------------------------------ | ------------------ |
| 1.          | Astrid Wirtenberger   | Sängerin                       | Balázs Ekker       |
| 2.          | Alexandra Meissnitzer | Ex-Skirennläuferin             | Florian Gschaider  |
| 3.          | Mike Galeli           | Schauspieler, „Mr. Vorarlberg“ | Julia Polai        |
| 4.          | Alfons Haider         | Moderator, Entertainer         | Vadim Garbuzov     |
| 5.          | Mirna Jukić           | Ex-Schwimmerin                 | Gerhard Egger      |
| 6.          | Cathy Zimmermann      | Moderatorin, Model             | Christoph Santner  |
| 7.          | Dieter Chmelar        | Moderator, Journalist          | Kathrin Menzinger  |
| 8.          | Uwe Kröger            | Musical-Sänger                 | Barbara Koitz      |
| 9.          | Reinhard Nowak        | Kabarettist, Schauspieler      | Kelly Kainz        |
| 10.         | Markus Wolfahrt       | Sänger                         | Alice Guschelbauer |
| 11.         | Christine Kaufmann    | Schauspielerin                 | Werner Figar       |
| 11.         | James Cottriall       | Sänger                         | Roswitha Wieland   |

## Staffel 7 (Frühjahr 2012)

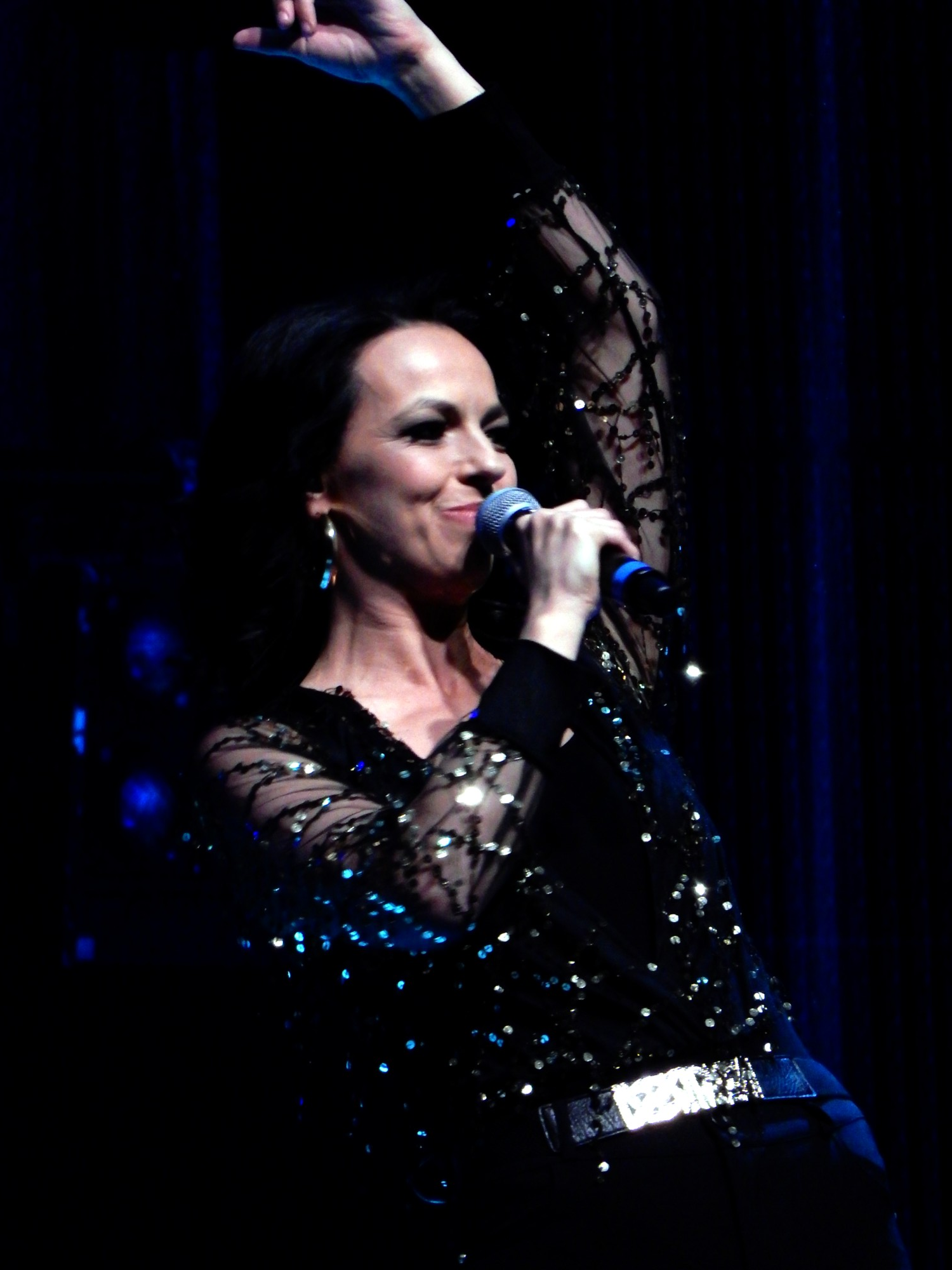
Petra Frey gewann die Staffel mit Vadim Garbuzov

Die siebente Staffel startete am 9. März 2012 auf ORF eins und wurde von Mirjam Weichselbraun und Klaus Eberhartinger moderiert. Mit der 7. Staffel wurden insgesamt mehr als 4,415 Millionen Österreicher der werberelevanten Zielgruppe erreicht; die Einschaltquote lag daher bei 62 %. Der Sieg ging an Petra Frey und Vadim Garbuzov.
| Platzierung | Prominente/r      | Beruf/Tätigkeit                         | Tanzpartner/in    |
| ----------- | ----------------- | --------------------------------------- | ----------------- |
| 1.          | Petra Frey        | Schlagersängerin                        | Vadim Garbuzov    |
| 2.          | Frenkie Schinkels | Fußballtrainer                          | Roswitha Wieland  |
| 3.          | Marco Ventre      | Moderator, Sänger                       | Babsi Koitz       |
| 4.          | Brigitte Kren     | Schauspielerin                          | Willi Gabalier    |
| 5.          | Eva Maria Marold  | Schauspielerin, Sängerin, Kabarettistin | Thomas Kraml      |
| 6.          | Dolly Buster      | Künstlerin                              | Gerhard Egger     |
| 7.          | Wolfram Pirchner  | Moderator, Mentalcoach                  | Anna Chalak-Bock  |
| 8.          | Sueli Menezes     | Autorin                                 | Florian Gschaider |
| 9.          | David Heissig     | Schauspieler                            | Kathrin Menzinger |
| 10.         | Michael Schönborn | Musicaldarsteller                       | Maria Jahn        |
| 11.         | Albert Fortell    | Schauspieler                            | Lenka Marosiová   |
| 11.         | Katerina Jacob    | Schauspielerin                          | Christoph Santner |

## Staffel 8 (Frühjahr 2013)

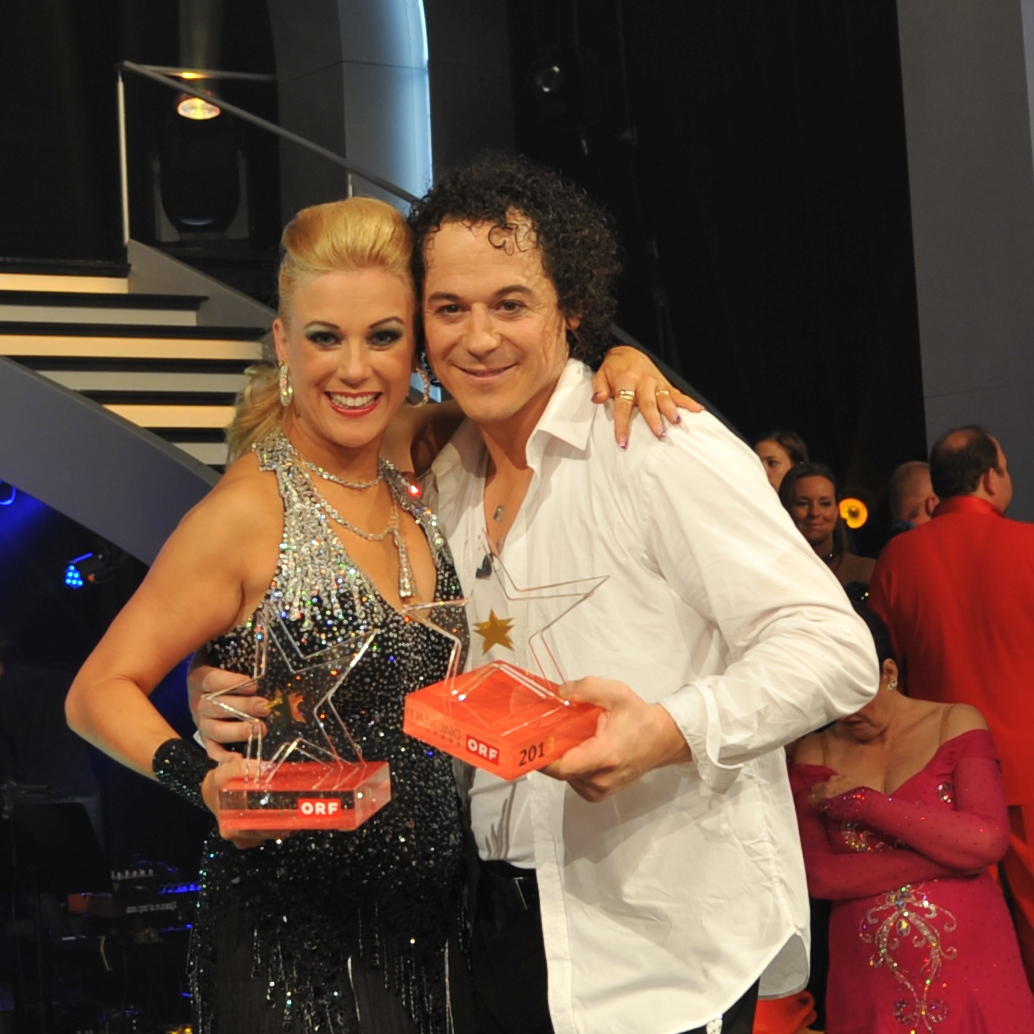
Rainer Schönfelder und Manuela Stöckl, Sieger der achten Staffel

Am 1. März 2013 startete die achte Staffel von Dancing Stars. Im Finale siegten Rainer Schönfelder und Manuela Stöckl.
| Platzierung | Prominente/r        | Beruf/Tätigkeit                               | Tanzpartner/in      |
| ----------- | ------------------- | --------------------------------------------- | ------------------- |
| 1.          | Rainer Schönfelder  | Ski-Rennläufer                                | Manuela Stöckl      |
| 2.          | Marjan Shaki        | Sängerin, Schauspielerin, Musicaldarstellerin | Willi Gabalier      |
| 3.          | Lukas Perman        | Sänger, Schauspieler, Musicaldarsteller       | Kathrin Menzinger   |
| 4.          | Angelika Ahrens     | Moderatorin                                   | Thomas Kraml        |
| 5.          | Susanna Hirschler   | Schauspielerin                                | Vadim Garbuzov      |
| 6.          | Biko Botowamungu    | Ex-Boxer                                      | Maria Jahn          |
| 7.          | Gregor Glanz        | Sänger                                        | Lenka Pohoralek     |
| 8.          | Monika Salzer       | ev. Theologin, Kolumnistin                    | Florian Gschaider   |
| 9.          | Gerald Pichowetz    | Schauspieler                                  | Roswitha Wieland    |
| 10.         | Rudi Roubinek       | Schauspieler, Kabarettist, Autor              | Babsi Koitz-Baumann |
| 11.         | Doris Schretzmayer  | Schauspielerin                                | Gerhard Egger       |
| 12.         | Katharina Gutensohn | Ex-Ski-Rennläuferin                           | Christoph Santner   |

## Staffel 9 (Frühjahr 2014)

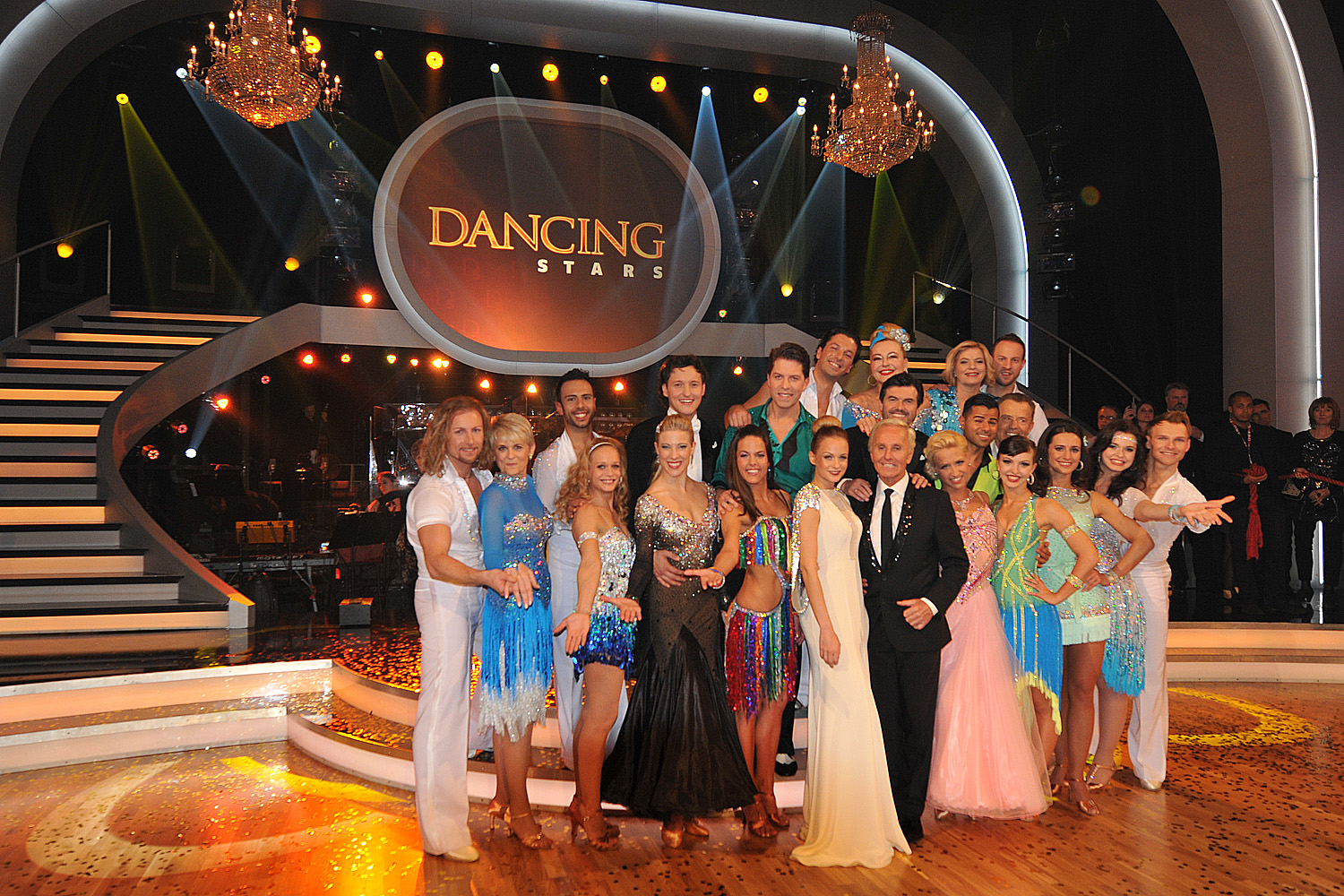
Teilnehmer und Moderatoren der neunten Staffel

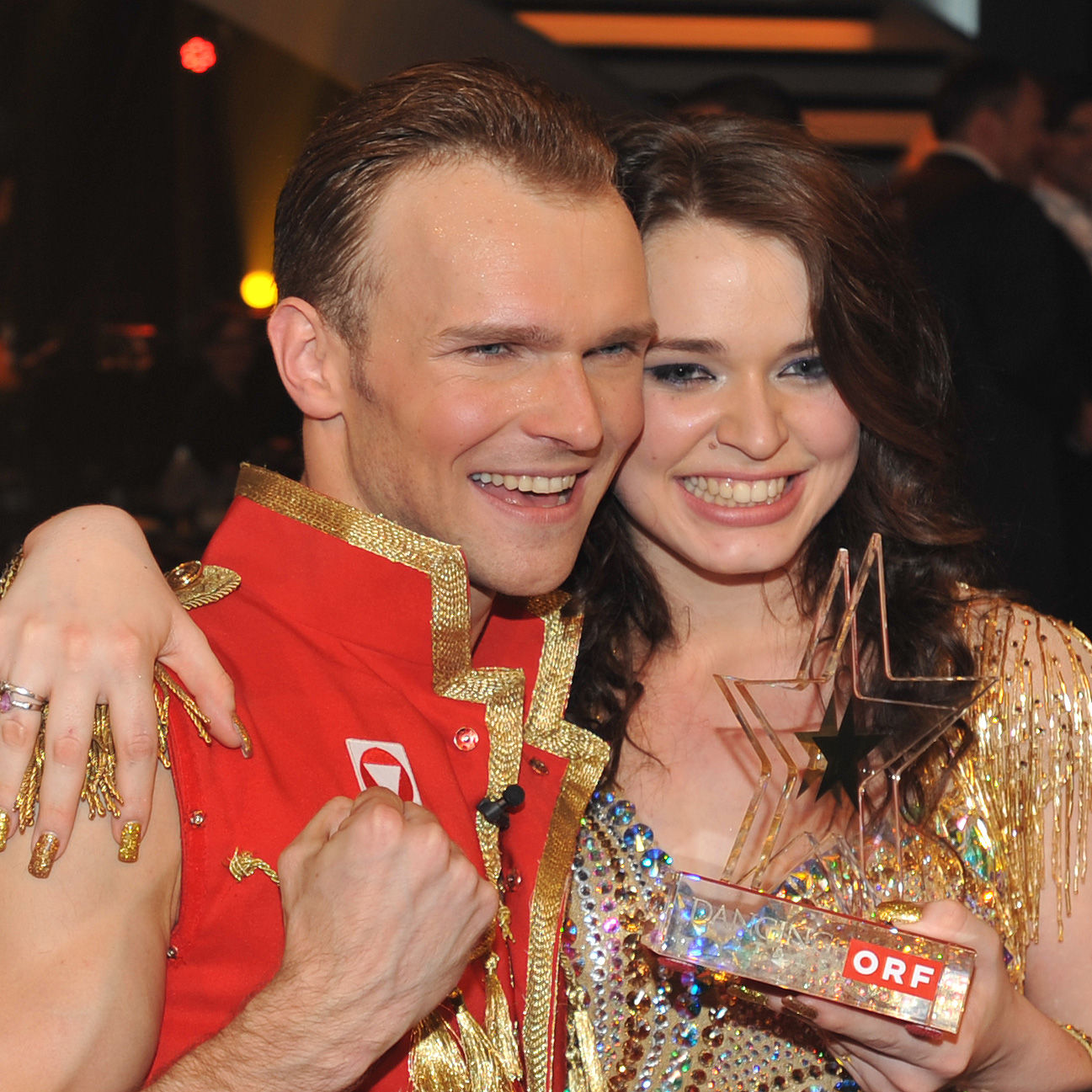
Roxanne Rapp und Vadim Garbuzov

Die Ausstrahlung der neunten Staffel begann am 7. März 2014. Die Länge der Sendung wurde – im Vergleich zur vorhergehenden Staffel – etwas gekürzt. Erik Schinegger schied verletzungsbedingt vorzeitig aus. Im Finale gewannen Roxanne Rapp und Vadim Garbuzov.
| Platzierung | Prominente/r     | Beruf/Tätigkeit              | Tanzpartner/in    |
| ----------- | ---------------- | ---------------------------- | ----------------- |
| 1.          | Roxanne Rapp     | Schauspielerin               | Vadim Garbuzov    |
| 2.          | Marco Angelini   | Sänger                       | Maria Santner     |
| 3.          | Hubert Neuper    | Ex-Skispringer, Sportmanager | Kathrin Menzinger |
| 4.          | Melanie Binder   | Managerin                    | Danilo Campisi    |
| 5.          | Lisbeth Bischoff | ORF-Adelsexpertin            | Gerhard Egger     |
| 6.          | Erik Schinegger  | Ex-Skifahrer                 | Lenka Pohoralek   |
| 7.          | Morteza Tavakoli | Schauspieler                 | Julia Burghardt   |
| 8.          | Daniel Serafin   | Sänger                       | Roswitha Wieland  |
| 9.          | Andrea Puschl    | ORF-Moderatorin              | Christoph Santner |
| 10.         | Andrea Buday     | Society-Lady                 | Thomas Kraml      |

## Staffel 10 (Frühjahr 2016)

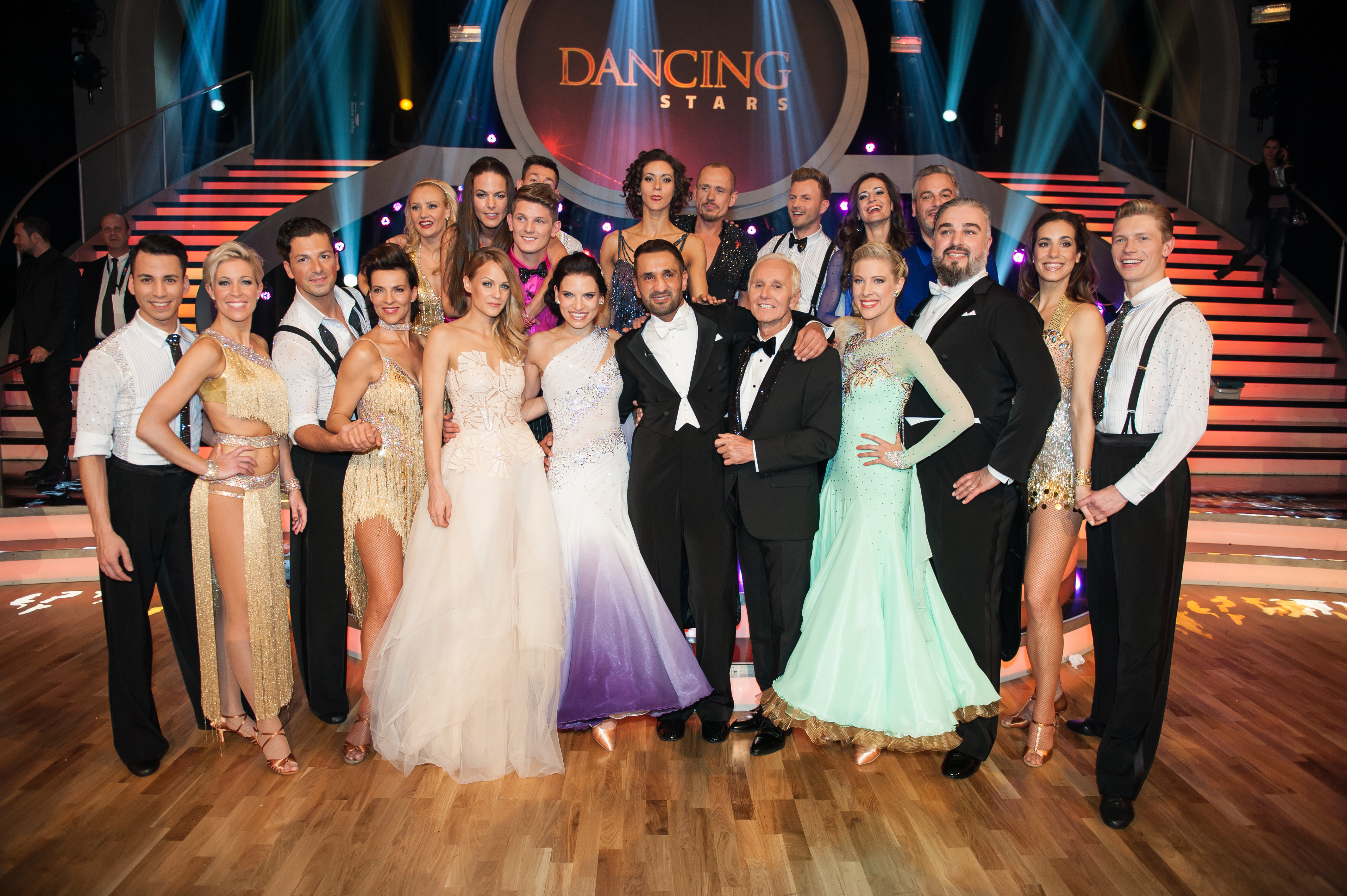
Teilnehmer und Moderatoren der zehnten Staffel

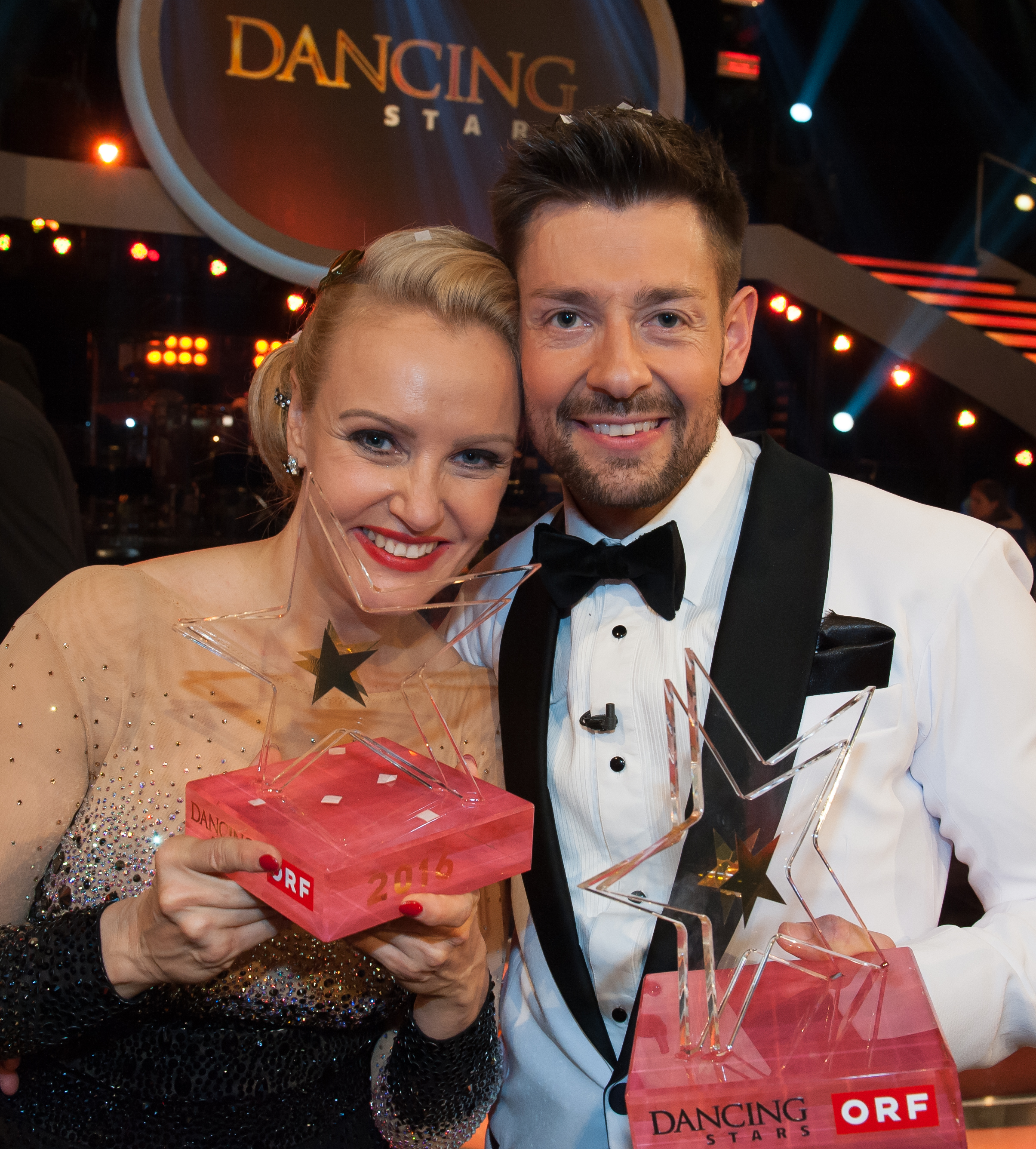
Verena Scheitz und Florian Gschaider, Gewinner der 10. Staffel von Dancing Stars

Da der ESC 2015 in Wien stattfand, und daher das Budget des ORF dafür aufgebracht werden musste, fand 2015 keine Staffel von Dancing Stars statt. Die 10. Staffel startete am 4. März 2016. Die Teilnehmer wurden am 20. November 2015 in der Show „Great Moments – 60 Jahre Fernsehen“ bekanntgegeben. Verena Scheitz und Florian Gschaider konnten den Sieg erringen.
Die Tanzpaare der 10. Staffel waren:
| Platzierung | Prominente/r                      | Beruf/Tätigkeit               | Tanzpartner/in     |
| ----------- | --------------------------------- | ----------------------------- | ------------------ |
| 1.          | Verena Scheitz                    | Moderatorin                   | Florian Gschaider  |
| 2.          | Thomas Morgenstern                | Skispringer                   | Roswitha Wieland   |
| 3.          | Georgij Alexandrowitsch Makazaria | Musiker, Schauspieler         | Maria Santner      |
| 4.          | Sabine Petzl                      | Schauspielerin                | Thomas Kraml       |
| 5.          | Jazz Gitti                        | Sängerin                      | Willi Gabalier     |
| 6.          | Gery Keszler                      | Organisator des Life Ball     | Alexandra Scheriau |
| 7.          | Nina Hartmann                     | Schauspielerin, Kabarettistin | Paul Lorenz        |
| 8.          | Fadi Merza                        | Thaiboxer                     | Cornelia Kreuter   |
| 9.          | Heidi Neururer                    | Snowboarderin                 | Andy Pohl          |
| 10.         | Thomas May                        | Moderator                     | Lenka Pohoralek    |

## Staffel 11 (Frühjahr 2017)

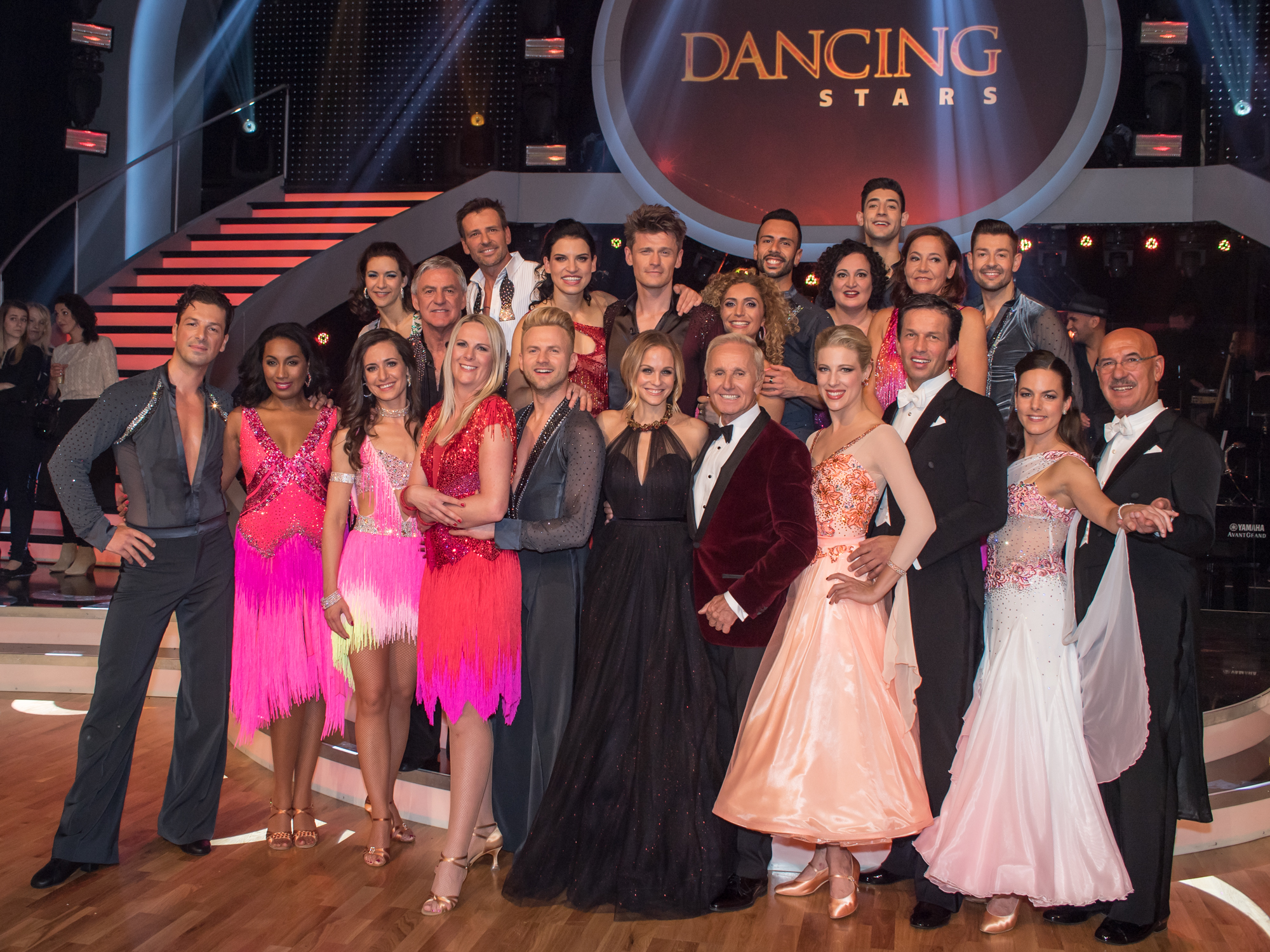
Teilnehmer und Moderatoren der elften Staffel

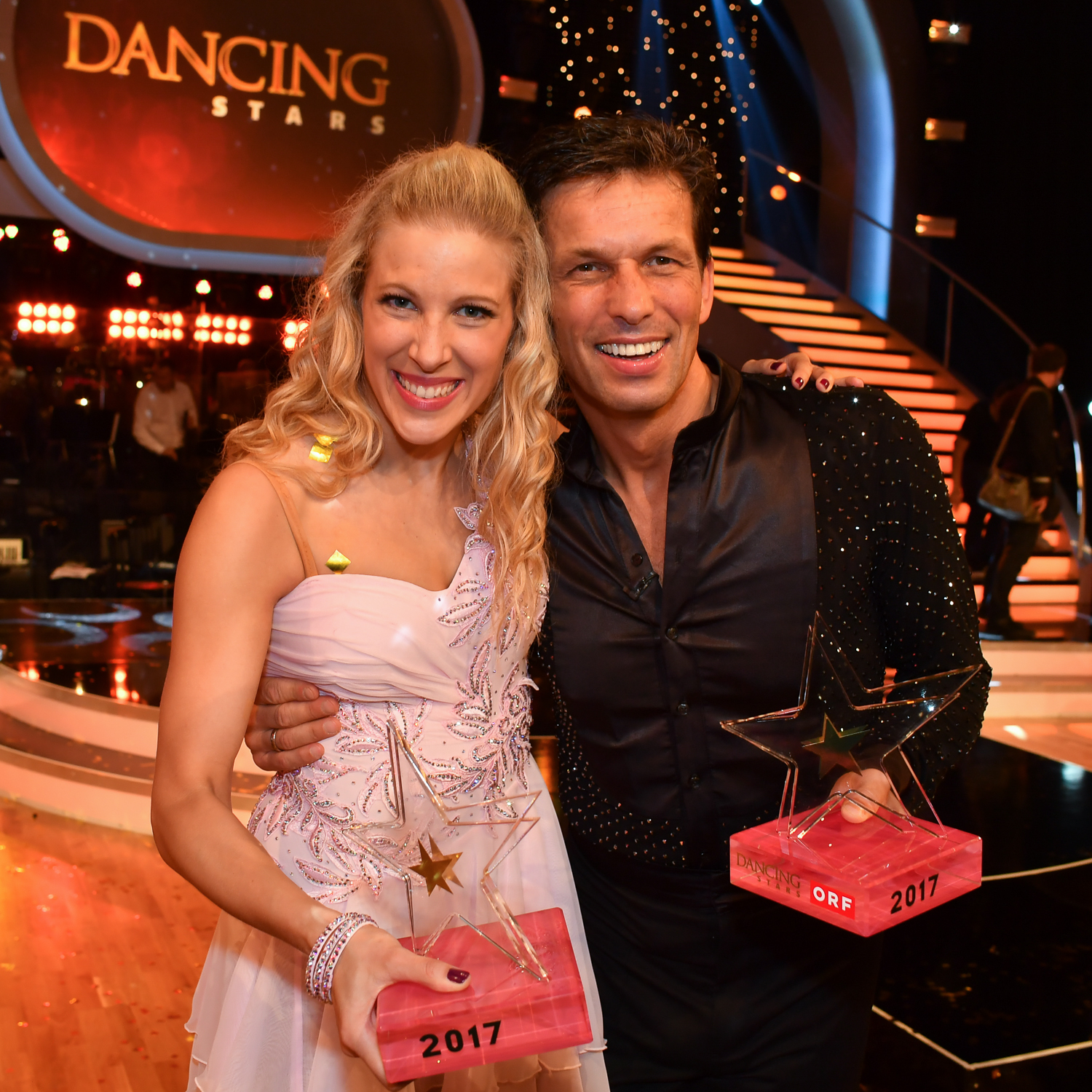
Die Sieger Maria Santner und Martin Ferdiny.

Die 11. Staffel startete mit zehn Kandidatenpaaren am 31. März 2017. Monica Weinzettl musste die Show aus gesundheitlichen Gründen vorzeitig verlassen. Im Finale am 2. Juni siegten Martin Ferdiny und Maria Santner. Ab 16. April wurde unter dem Titel Dancing Stars Extra eine Wochenzusammenfassung am Tag nach der Ausstrahlung der Liveshow im Vorabendprogramm gezeigt. Im Finale gewannen Martin Ferdiny und Maria Santner.
| Platzierung | Prominente/r      | Beruf/Tätigkeit                  | Tanzpartner/in     |
| ----------- | ----------------- | -------------------------------- | ------------------ |
| 1.          | Martin Ferdiny    | Moderator und Musiker            | Maria Santner      |
| 2.          | Ana Milva Gomes   | Musical-Darstellerin             | Thomas Kraml       |
| 3.          | Riem Higazi       | Radiomoderatorin                 | Dimitar Stefanin   |
| 4.          | Nicole Hosp       | Skirennläuferin                  | Willi Gabalier     |
| 5.          | Otto Retzer       | Schauspieler und Regisseur       | Roswitha Wieland   |
| 6.          | Monica Weinzettl  | Schauspielerin und Kabarettistin | Florian Gschaider  |
| 7.          | Walter Schachner  | Fußballspieler und -trainer      | Lenka Pohoralek    |
| 8.          | Volker Piesczek   | Fernsehmoderator                 | Alexandra Scheriau |
| 9.          | Norbert Schneider | Sänger                           | Cornelia Kreuter   |
| 10.         | Eser Ari-Akbaba   | Fernsehmoderatorin               | Danilo Campisi     |

## Staffel 12 (Frühjahr 2019)

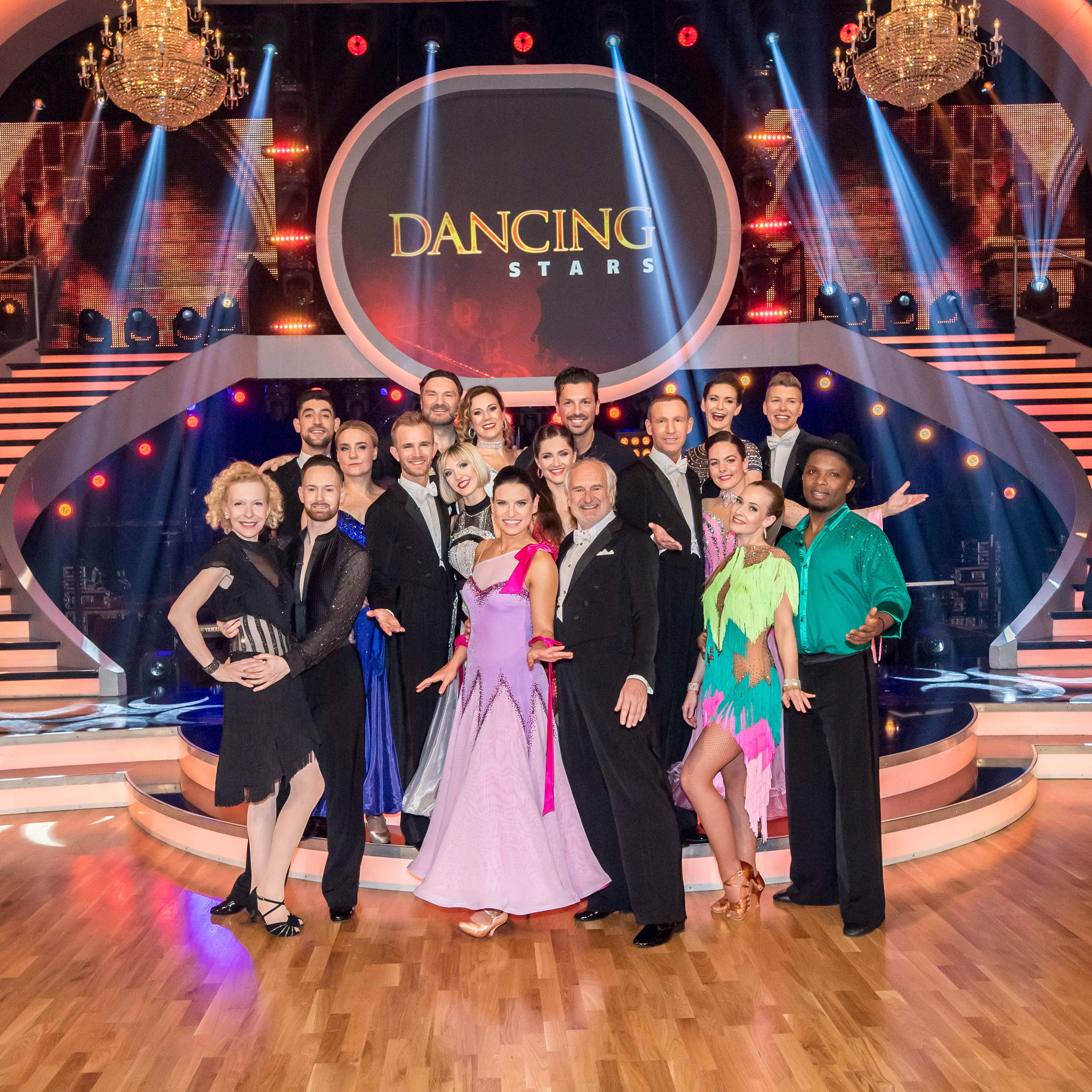
Teilnehmer der zwölften Staffel

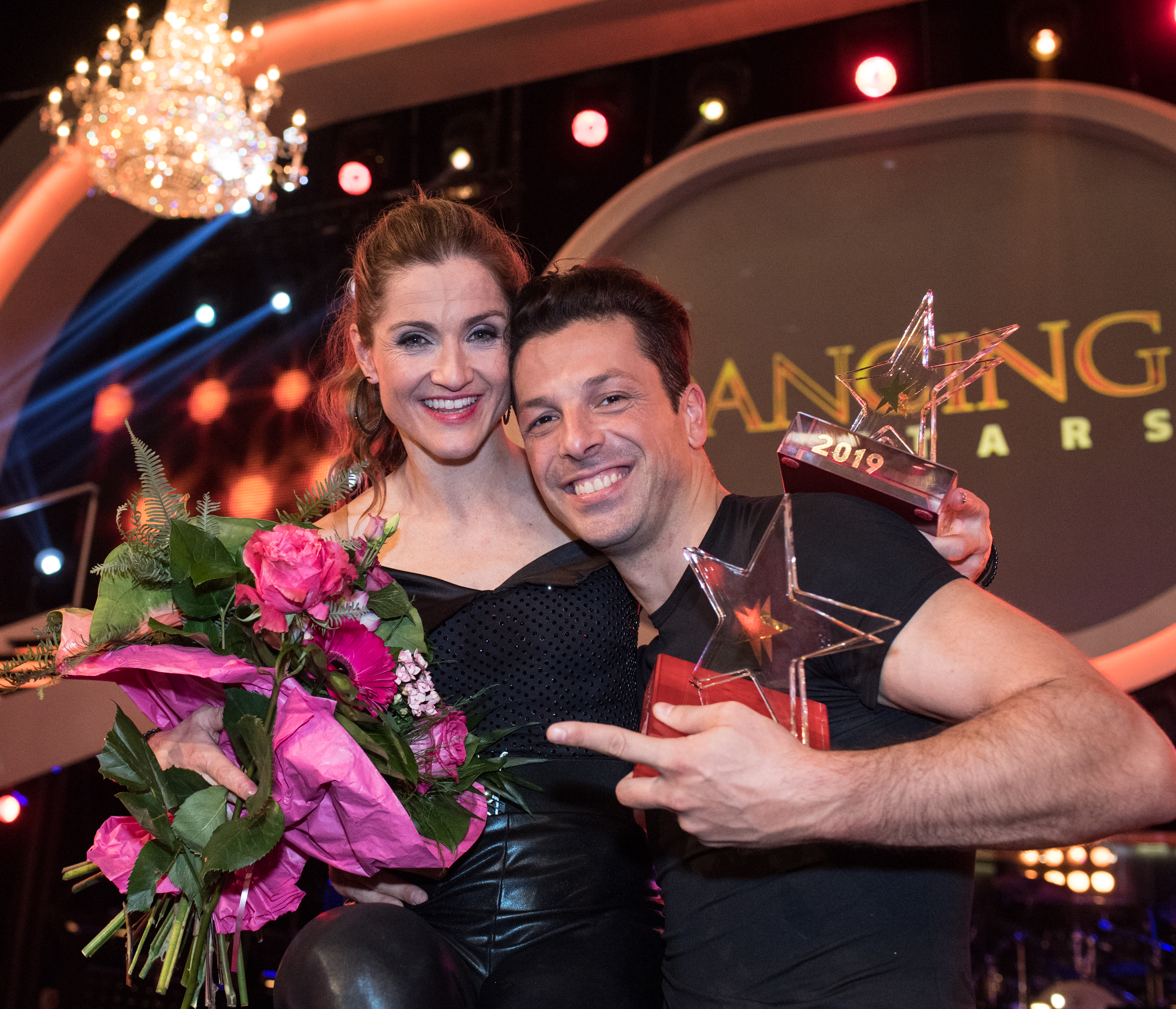
Lizz Görgl und Thomas Kraml, Sieger der zwölften Staffel

Bei der ORF-Programmpräsentation für das Jahr 2018 gab der ORF bekannt, dass eine 12. Staffel für Herbst 2018 geplant sei. Im Dezember 2017 wurde bekannt, dass die Sendung erst 2019 fortgesetzt werden soll. Sie war ab 15. März 2019 erneut in ORF eins zu sehen; das Finale fand am 10. Mai 2019 statt.
Die 12. Staffel fand in einer leicht reduzierten Version statt. Anstatt zehn tanzten nur neun Paare (5 Männer, 4 Frauen), das erste Paar musste die Show bereits in der zweiten Folge verlassen. Tanzten in der 6. Staffel im Jahr 2011 mit Alfons Haider und Vadim Garbuzov erstmals ein Männerpaar, so war 2019 das erste rein weibliche Paar zu sehen. Virginia Ernst tanzte mit Alexandra Scheriau.
Für Kontroversen innerhalb der 12. Staffel sorgte der ehemalige Nationalratsabgeordnete des Bündnis Zukunft Österreich (BZÖ) und nunmehrige PR-Berater Stefan Petzner. So soll er, laut Übereinstimmung der Fachjury, die wenigste Leistungssteigerung aller Prominenten innerhalb der Staffel durchlaufen haben. Dies führte nicht nur zu Spannungen und einer vor laufender Kamera geführten Konfrontation zwischen Petzner und der Jurorin Karina Sarkissova. In der 4. Sendung vom 5. April 2019 bekam Petzner auch nur 4 Jurypunkte, was nicht nur das Mindestmaß an Punkten entspricht, die die Jury im Kollektiv zu vergeben hatte, sondern es wurde in allen 12 bisherigen Staffeln noch nie so wenige Punkte von der Jury vergeben. Dennoch konnte Petzner dank der zahlreichen Unterstützung des Publikums bis zum Semifinale weiterkommen.
Im Finale am 10. Mai 2019 siegte die ehemalige Skiläuferin Lizz Görgl mit ihrem Profi-Tanzpartner Thomas Kraml.
| Platzierung | Prominente/r         | Beruf/Tätigkeit                           | Tanzpartner/in     |
| ----------- | -------------------- | ----------------------------------------- | ------------------ |
| 1.          | Elisabeth Görgl      | ehemalige Skirennläuferin                 | Thomas Kraml       |
| 2.          | Michael Schottenberg | Schauspieler und Regisseur                | Cornelia Kreuter   |
| 3.          | Nicole Wesner        | Boxerin                                   | Dimitar Stefanin   |
| 4.          | Stefan Petzner       | PR-Berater und ehemaliger Politiker (BZÖ) | Roswitha Wieland   |
| 5.          | Virginia Ernst       | Singer-Songwriterin                       | Alexandra Scheriau |
| 6.          | Peter Hackmair       | ehemaliger Fußballspieler                 | Julia Burghardt    |
| 7.          | Soso Mugiraneza      | Comedian                                  | Helene Exel        |
| 8.          | Martin Leutgeb       | Schauspieler                              | Manuela Stöckl     |
| 9.          | Sunnyi Melles        | Schauspielerin                            | Florian Vana       |

## Staffel 13 (Frühjahr/Herbst 2020)

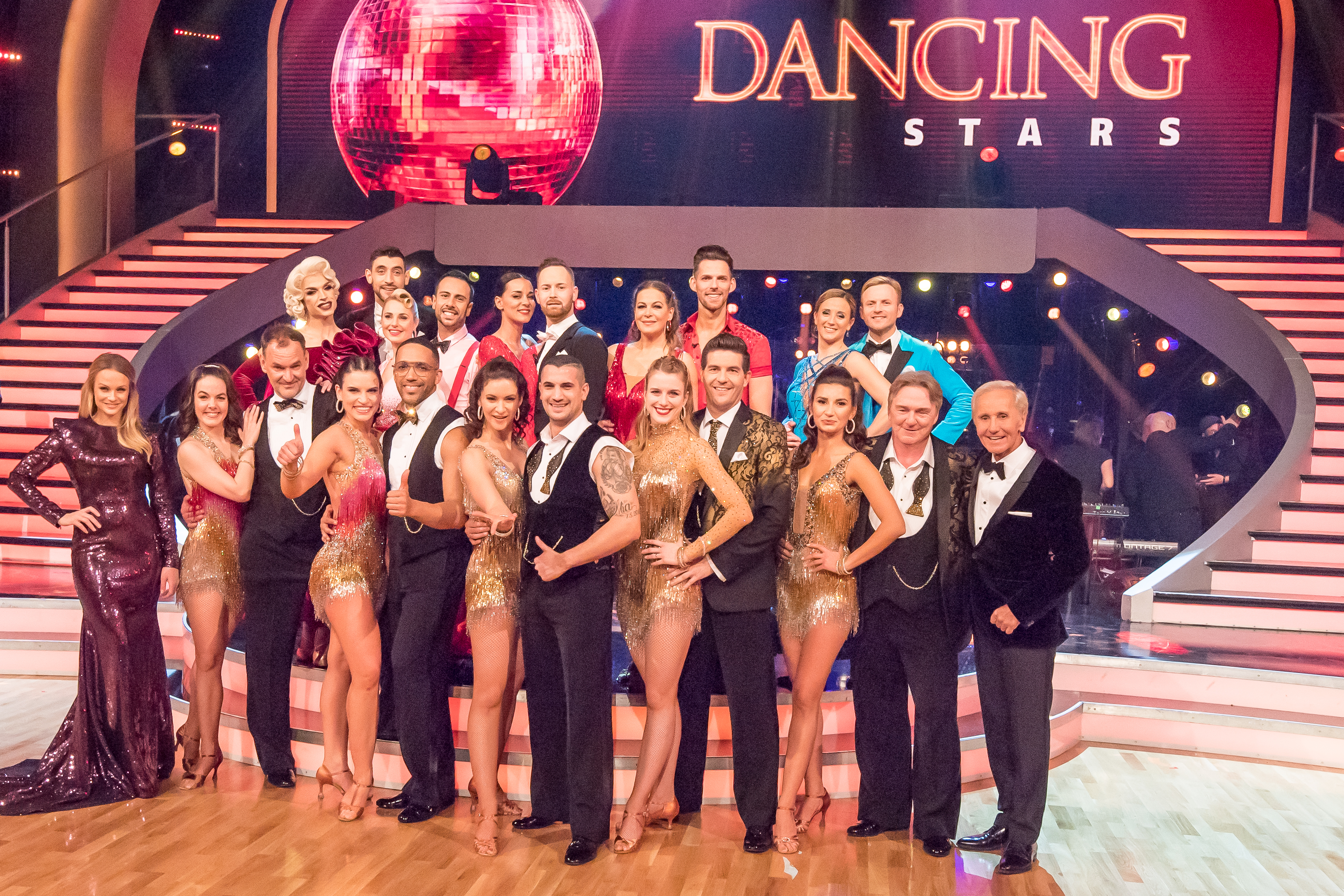
Teilnehmer und Moderatoren der dreizehnten Staffel im März 2020

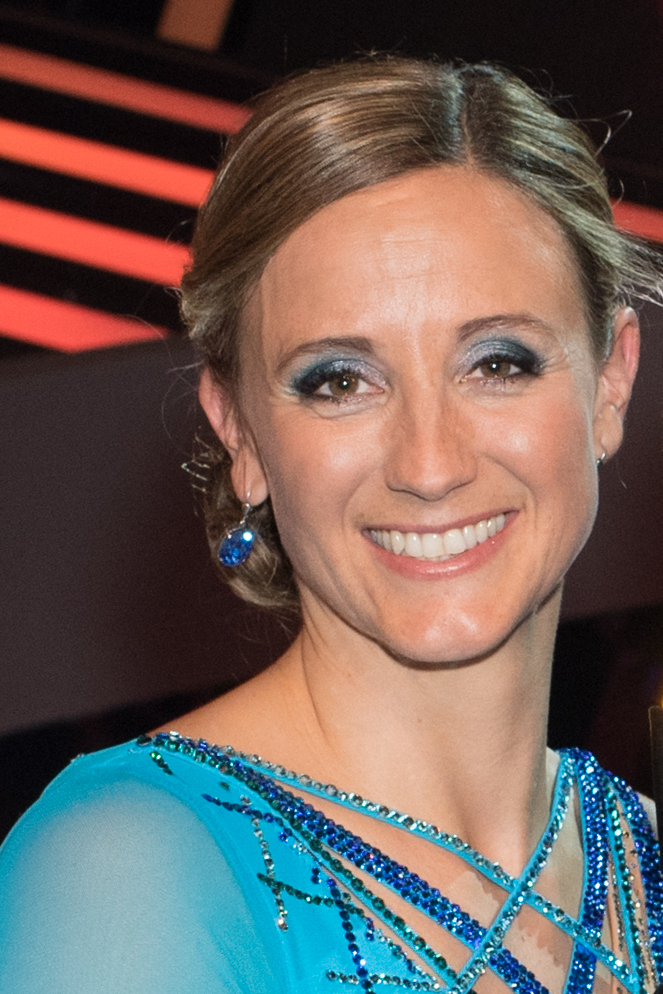
Siegerin Michaela Kirchgasser in der Auftaktshow im März 2020

Am 6. März 2020 begann zunächst die 13. Staffel von Dancing Stars mit der ersten Folge, in der kein Paar die Show verlassen muss. Dieses Mal kam es wieder zu einem Wettbewerb von 10 Paaren.
In Folge der COVID-19-Pandemie verkündete die österreichische Bundesregierung am 10. März 2020 einen Erlass, wonach unter anderem Indoor-Veranstaltungen mit mehr als 100 Personen untersagt wurden. Daher wurden am Tag der Ankündigung die weiteren Ausgaben von Dancing Stars vorerst verschoben.
Am 29. März 2020 gab ORF-Generaldirektor Alexander Wrabetz bekannt, die Staffel im Herbst 2020 fortsetzen zu wollen. Am 16. Juni 2020 wurde bekanntgegeben, dass Vadim Garbuzov Willi Gabalier als Tanzprofi an der Seite von Michaela Kirchgasser ablöst, da dieser sein Engagement aufgrund eines Vertrages mit Servus TV nicht fortsetzen kann. Daneben kam es zu Änderungen in der Jury und Moderation.
Am 25. September 2020 wurde die Staffel mit Sicherheitsmaßnahmen komplett neu gestartet. Während bis 30. Oktober 2020 Angehörige der Teilnehmer im Publikum gesessen waren, fanden die Shows seit 6. November 2020 ohne Publikum statt.
Stefan Herzog verletzte sich im Training für Folge 7 und wurde danach durch Dimitar Stefanin vertreten.
Im Finale am 27. November 2020 siegten Michaela Kirchgasser und Vadim Garbuzov.
| Platzierung | Prominente/r         | Beruf/Tätigkeit                 | Tanzpartner/in                                            |
| ----------- | -------------------- | ------------------------------- | --------------------------------------------------------- |
| 1.          | Michaela Kirchgasser | Skirennläuferin                 | Vadim Garbuzov                                            |
| 2.          | Cesár Sampson        | Sänger, ESC-Teilnehmer von 2018 | Cornelia Kreuter                                          |
| 3.          | Silvia Schneider     | Fernsehmoderatorin              | Danilo Campisi                                            |
| 4.          | Natalia Ushakova     | Opernsängerin                   | Stefan Herzog (bis Folge 6) Dimitar Stefanin (ab Folge 7) |
| 5.          | Norbert Oberhauser   | Fernsehmoderator                | Catharina Malek                                           |
| 6.          | Andreas Ogris        | Fußballspieler und -trainer     | Vesela Dimova                                             |
| 7.          | Edita Malovčić       | Schauspielerin und Sängerin     | Florian Vana                                              |
| 8.          | Marcos Nader         | Boxer                           | Alexandra Scheriau                                        |
| 9.          | Tamara Mascara       | Drag-Queen                      | Dimitar Stefanin                                          |
| 10.         | Christian Dolezal    | Schauspieler                    | Roswitha Wieland                                          |

## Staffel 14 (Herbst 2021)

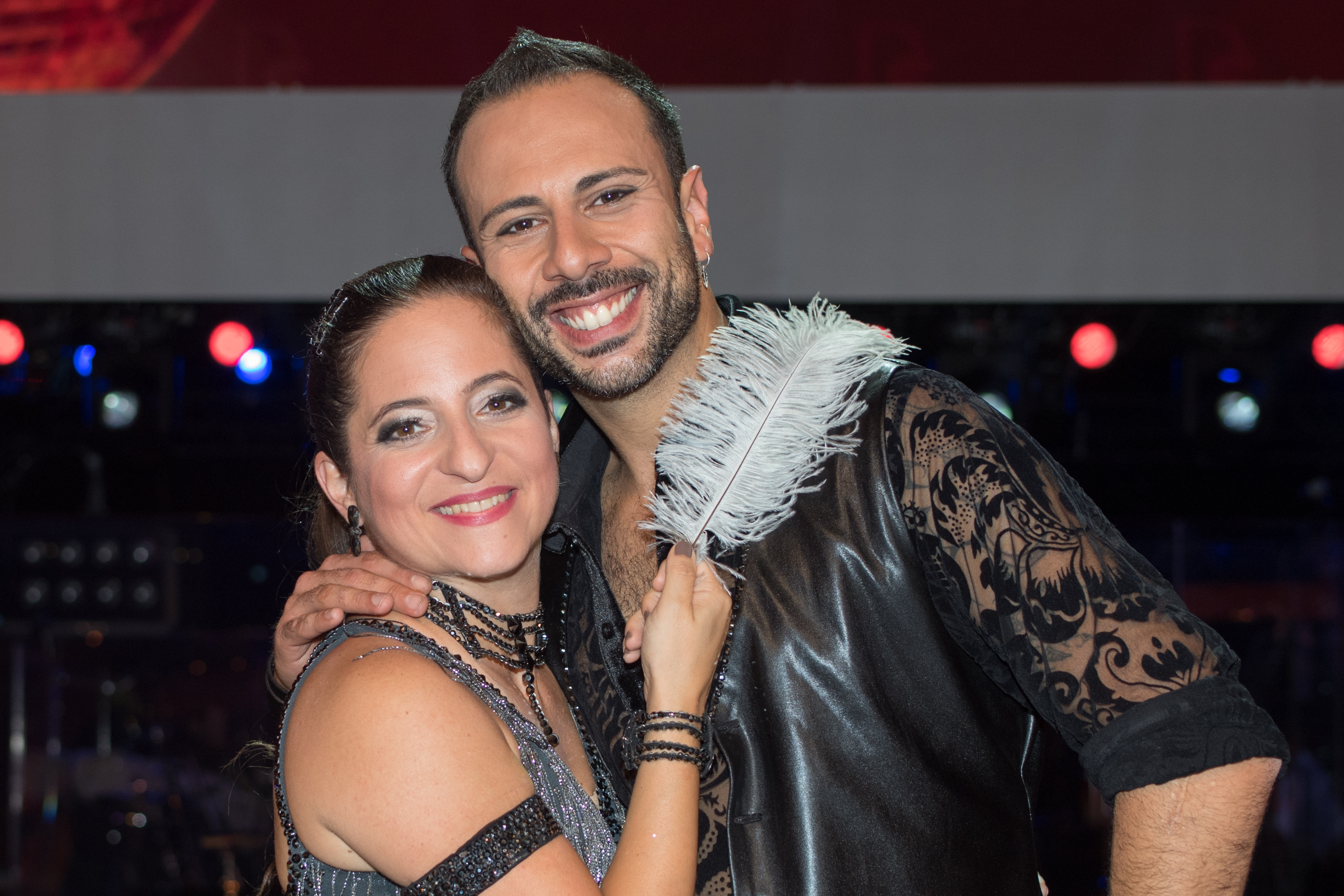
Caroline Athanasiadis und Danilo Campisi, Sieger der vierzehnten Staffel

---> Hauptartikel: Dancing Stars/Staffel 14
In der ersten Show der Staffel musste den Regeln nach noch kein Paar ausscheiden. Wegen des für Freitag, den 12. November 2021 terminierten Fußballländerspiels Österreich gegen Israel fand die achte Ausgabe der Staffel an einem Samstag, dem 13. November 2021, statt. Ausnahmsweise musste in dieser Sendung kein Paar durch Abwahl die Show verlassen. Am Ende des Semifinales am 19. November 2021 entschied der ORF wegen der Ankündigung des neuen Lockdowns, dass kein Teilnehmer die Show verlassen müsse. Damit tanzen zum ersten Mal vier statt wie üblich drei Paare im Finale. Vor der Entscheidung im Semifinale machte Marco Angelini Maria Santner einen Heiratsantrag.
Im Finale am 26. November 2021 siegten Caroline Athanasiadis und Danilo Campisi.

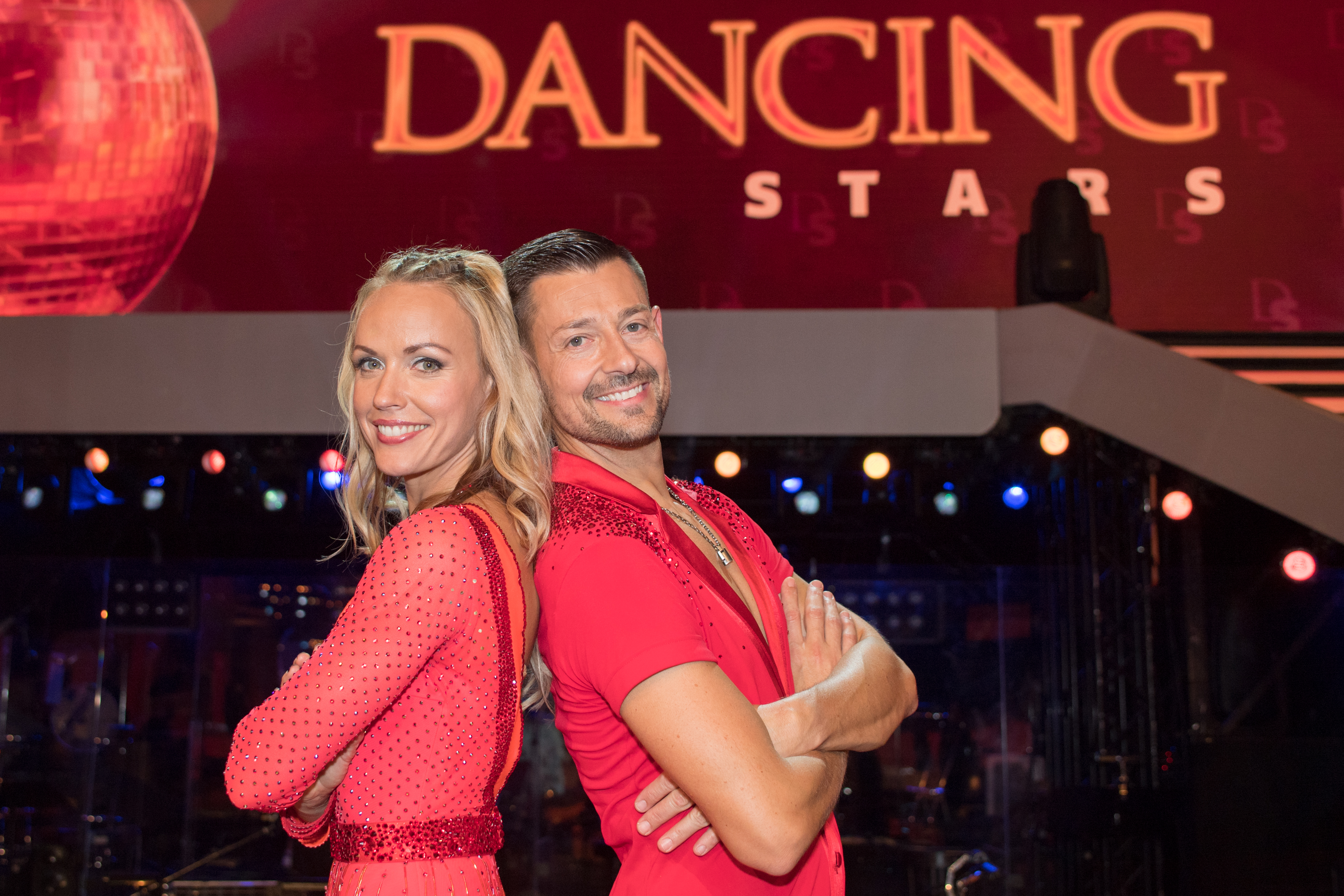
Platz 2: Jasmin Ouschan und Florian Gschaider
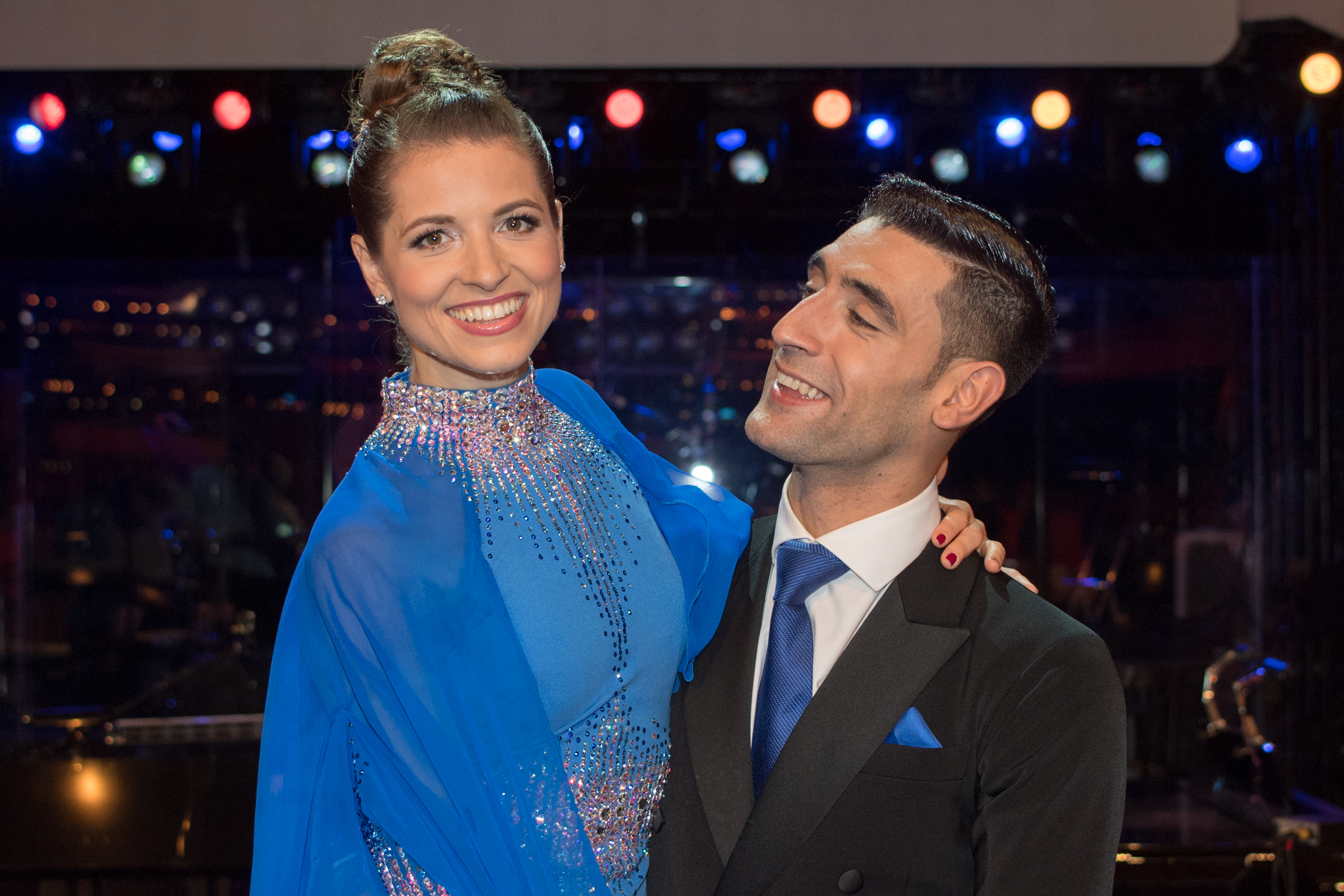
Platz 3: Kristina Inhof und Dimitar Stefanin

| Platzierung | Prominenter           | Beruf/Tätigkeit      | Tanzpartner/in    |
| ----------- | --------------------- | -------------------- | ----------------- |
| 1.          | Caroline Athanasiadis | Kabarettistin        | Danilo Campisi    |
| 2.          | Jasmin Ouschan        | Poolbillardspielerin | Florian Gschaider |
| 3.          | Kristina Inhof        | Moderatorin          | Dimitar Stefanin  |
| 4.          | Bernhard Kohl         | Radrennprofi         | Vesela Dimova     |
| 5.          | Nina Kraft            | Fernsehmoderatorin   | Stefan Herzog     |
| 6.          | Faris Endris Rahoma   | Schauspieler         | Kati Kallus       |
| 7.          | Boris Bukowski        | Musiker              | Julia Burghardt   |
| 8.          | Otto Konrad           | Fußballtorwart       | Lenka Pohoralek   |
| 9.          | Margarethe Tiesel     | Schauspielerin       | Michael Kaufmann  |
| 10.         | Niko Niko             | Designer             | Manuela Stöckl    |

## Staffel 15 (Frühjahr 2023)
2022 gab es aufgrund der Fußball-Weltmeisterschaft 2022 keine neue Staffel „Dancing Stars“. Die 15. Staffel wurde seit 3. März 2023 ausgestrahlt. Die Moderation übernahm erneut Mirjam Weichselbraun, als neuer Co-Moderator wurde Andi Knoll verpflichtet. Balázs Ekker und Maria Santner gehörten weiterhin zur Jury, in jeder Show fungierte ein wechselnder Gastjuror als drittes Jurymitglied.
Erstmals seit der 6. Staffel im Jahr 2011 (Alfons Haider/Vadim Garbuzov) trat ein Paar bestehend aus zwei Männern an. Somit kam man dem Wunsch des offen homosexuellen Kandidaten Michael Buchinger entgegen, mit einem Mann tanzen zu wollen. Peter Erlbeck, Herbert Stanonik und Nikolaus Waltl gaben ihr Debüt als Profitänzer. Der ursprünglich geplante Stefan Herzog musste Anfang Februar 2023 sein Engagement aus Zeitgründen absagen.
Karina Sarkissova, die aus der Jury ausschied, sollte als Tänzerin teilnehmen, musste jedoch am 6. März 2023, drei Tage nach der ersten Folge, aus gesundheitlichen Gründen zurücktreten. An der Staffel nahmen mit der Ersatzkandidatin Missy May, welche die Staffel am 12. Mai 2023 gewann, 11 Prominente teil. Am 5. Mai 2023, kurz vor dem Semifinale, musste Tanzprofi Florian Gschaider verletzt mit einem Faserriss ausscheiden. Man stellte seine Tanzpartnerin Lilian Klebow vor die Wahl, mit einer Wildcard ins Finale einzuziehen, sie lehnte ab. Klebow schied daher aus.
Die Prominenten und ihre Tanzpartner waren:
| Platzierung | Prominenter        | Beruf/Tätigkeit                  | Tanzpartner/in    |
| ----------- | ------------------ | -------------------------------- | ----------------- |
| 1.          | Missy May          | Sängerin                         | Dimitar Stefanin  |
| 2.          | Corinna Kamper     | Automobilrennfahrerin            | Danilo Campisi    |
| 3.          | Alexander Pointner | Skispringer und Skisprungtrainer | Manuela Stöckl    |
| 4.          | Lilian Klebow      | Schauspielerin                   | Florian Gschaider |
| 5.          | Eveline Eselböck   | Gastronomin                      | Peter Erlbeck     |
| 6.          | Lucas Fendrich     | Sänger                           | Lenka Pohoralek   |
| 7.          | Omar Khir Alanam   | Autor und Poetry-Slammer         | Kati Kallus       |
| 8.          | Michael Buchinger  | Kabarettist                      | Herbert Stanonik  |
| 9.          | Hannes Kartnig     | ehemaliger Fußballfunktionär     | Catharina Malek   |
| 10.         | Martina Reuter     | Fernsehmoderatorin               | Nikolaus Waltl    |
| 11.         | Karina Sarkissova  | Balletttänzerin                  | Dimitar Stefanin  |

1. 1 2  Freiwillig zurückgetreten

In der fünften Show am 31. März 2023 mussten zum Motto Family and Friends Familienmitglieder oder Freunde der Prominenten in die Choreografie mit eingebaut werden.
So waren dies bei Omar Khir Alanam die Poetry-Slammerin und Freundin Fanny Famos, bei Alexander Pointner dessen Tochter, bei Lucas Fendrich dessen Freund, der Musiker und Schauspieler David Jakob, bei Lilian Klebow deren Freundin und Dancing-Stars-Gewinnerin Verena Scheitz, bei Corinna Kamper deren Vater, bei Eveline Eselböck deren Enkelin und bei Missy May deren Ehemann Andreas Wanasek.

## Dancing Stars - Das Casting
Für Herbst 2024 kündigte der Sender im April 2024 an, eine neue Show zu zeigen, in der für die neue Staffel, die im Frühjahr 2025 gesendet werden soll, eine Profitänzerin und ein Profitänzer gecastet werden sollen. Dancing Stars - Das Casting wurde im Sommer 2024 aufgezeichnet und zwischen 8. November und 6. Dezember 2024 ausgestrahlt. Die Sieger Kateryna Mizera und Patrick Seebauer sollen als Profitänzer an der 16. Staffel von Dancing Stars teilnehmen.

## Staffel 16 (2025)
Mitte April 2023 gab der ORF zunächst bekannt, dass Dancing Stars im Jahr 2024 eine 16. Staffel bekommen sollte, korrigierte die Ankündigung jedoch im Juni 2023 und kündigte die Staffel für 2025 an. Im Frühjahr 2024 pausierte Dancing Stars zugunsten von Die große Chance.
Am 21. März 2025 schied Stefan Koubek zusammen mit seiner Tanzpartnerin Manuela Stöckl als erster Prominente aus. Wenige Tage später, am 25. März, musste Wolfgang Pissecker nach Anraten der Ärzte gesundheitsbedingt aus der Show aussteigen. Der ausgeschiedene Stefan Koubek erhielt eine zweite Chance und wurde erneut Kandidat bei Dancing Stars. Aufgrund der geringeren Zeit für Voting und Training, bekam er eine Wildcard und konnte somit in der entsprechenden Sendung nicht ausscheiden, in der darauffolgenden Sendung kam er jedoch durch Publikum und Jury eine Runde weiter.
Gastjuroren:
- Sendung 1: Missy May
- Sendung 2: Conchita Wurst
- Sendung 3: Maya Hakvoort
- Sendung 4: Georgij Makazaria
- Sendung 5: Caroline Athanasiadis
- Sendung 6: Mark Seibert
- Sendung 7: Ross Antony
- Sendung 8: Michael Schottenberg
- Sendung 9 (Halbfinale): Barbara Meier
- Sendung 10 (Finale): Bruce Darnell

Kandidaten:
| Platzierung | Prominenter        | Beruf/Tätigkeit                         | Tanzpartner/in    |
| ----------- | ------------------ | --------------------------------------- | ----------------- |
| 1.          | Aaron Karl         | Schauspieler                            | Kateryna Mizera   |
| 2.          | Paulus Bohl        | Comedian („Dr. Bohl“)                   | Catharina Malek   |
| 3.          | Simone Lugner      | Geschäftsfrau, Witwe von Richard Lugner | Danilo Campisi    |
| 4.          | Anna Strigl        | Content Creatorin                       | Herbert Stanonik  |
| 5.          | Andreas Wojta      | Koch                                    | Kati Kallus       |
| 6.          | Eva Glawischnig    | ehemalige Politikerin und Unternehmerin | Dimitar Stefanin  |
| 7.          | Stefan Koubek      | ehemaliger Tennisspieler                | Manuela Stöckl    |
| 8.          | Julia Cencig       | Schauspielerin                          | Patrick Seebauer  |
| 9.          | Heilwig Pfanzelter | Moderatorin                             | Florian Gschaider |
| 10.         | Wolfgang Pissecker | Kabarettist                             | Conny Kreuter     |

1. ↑  Gesundheitsbedingt zurückgetreten

## Profitänzer und Choreographie

### Übersicht
| Teilnahme – 1. Platz | Teilnahme – 2. Platz | Teilnahme – 3. Platz | Teilnahme mit Platzierung | Choreographie |

| Name                 | Staffel | Staffel | Staffel | Staffel | Staffel | Staffel | Staffel | Staffel | Staffel | Staffel | Staffel | Staffel | Staffel | Staffel | Staffel | Staffel | Anz. d. Siege | Anz. d. Teiln. |
| Name                 | 1       | 2       | 3       | 4       | 5       | 6       | 7       | 8       | 9       | 10      | 11      | 12      | 13      | 14      | 15      | 16      | Anz. d. Siege | Anz. d. Teiln. |
| -------------------- | ------- | ------- | ------- | ------- | ------- | ------- | ------- | ------- | ------- | ------- | ------- | ------- | ------- | ------- | ------- | ------- | ------------- | -------------- |
| Christina Auer       | 4.      |         |         |         | 7.      |         |         |         |         |         |         |         |         |         |         |         |               | 2              |
| Julia Burghardt      |         |         |         |         |         |         |         |         | 7.      |         |         | 6.      |         | 7.      |         |         |               | 3              |
| Danilo Campisi       |         |         |         |         |         |         |         |         | 4.      |         | 10.     |         | 3.      | 1.      | 2.      | 3.      | 1             | 6              |
| Anna Chalak-Bock     |         |         |         |         |         |         | 7.      |         |         |         |         |         |         |         |         |         |               | 1              |
| Vesela Dimova        |         |         |         |         |         |         |         |         |         |         |         |         | 6.      | 4.      |         |         |               | 2              |
| Gerhard Egger        |         |         |         |         | 8.      | 5.      | 6.      | 11.     | 5.      |         |         |         |         |         |         |         |               | 5              |
| Balázs Ekker         | 7.      | 3.      | 5.      | 5.      | 6.      | 1.      |         |         |         |         |         |         |         |         |         |         | 1             | 6              |
| Peter Erlbeck        |         |         |         |         |         |         |         |         |         |         |         |         |         |         | 5.      |         |               | 1              |
| Helene Exel          |         |         |         |         |         |         |         |         |         |         |         | 7.      |         |         |         |         |               | 1              |
| Werner Figar         |         |         |         |         |         | 11.     |         |         |         |         |         |         |         |         |         |         |               | 1              |
| Willi Gabalier       |         |         |         |         |         |         | 4.      | 2.      |         | 5.      | 4.      |         | 1       |         |         |         |               | 4              |
| Vadim Garbuzov       |         |         |         |         |         | 4.      | 1.      | 5.      | 1.      |         |         |         | 1.      |         |         |         | 3             | 5              |
| Elke Gehrsitz        |         | 4.      |         |         |         |         |         |         |         |         |         |         |         |         |         |         |               | 1              |
| Florian Gschaider    |         |         |         |         |         | 2.      | 8.      | 8.      |         | 1.      | 6. 2    |         |         | 2.      | 4.      | 9.      | 1             | 8              |
| Alice Guschelbauer   |         |         | 4.      | 4.      | 9.      | 10.     |         |         |         |         |         |         |         |         |         |         |               | 4              |
| Michaela Heintzinger | 2.      | 6.      | 6.      | 9.      | 2.      |         |         |         |         |         |         |         |         |         |         |         |               | 5              |
| Stefan Herzog        |         |         |         |         |         |         |         |         |         |         |         |         | 3       | 5.      |         |         |               | 2              |
| Andy Kainz           | 1.      | 10.     | 8.      | 3.      | 1.      |         |         |         |         |         |         |         |         |         |         |         | 2             | 5              |
| Kelly Kainz          | 8.      | 1.      | 1.      | 6.      |         | 9.      |         |         |         |         |         |         |         |         |         |         | 2             | 5              |
| Kati Kallus          |         |         |         |         |         |         |         |         |         |         |         |         |         | 6.      | 7.      | 5.      |               | 3              |
| Michael Kaufmann     |         |         |         |         |         |         |         |         |         |         |         |         |         | 9.      |         |         |               | 1              |
| Barbara Koitz        |         |         |         |         | 3.      | 8.      | 3.      | 10.     |         |         |         |         |         |         |         |         |               | 4              |
| Thomas Kraml         |         |         |         |         |         |         | 5.      | 4.      | 10.     | 4.      | 2.      | 1.      |         |         |         |         | 1             | 6              |
| Alexander Kreissl    | 5.      | 5.      | 9.      | 10.     | 5.      |         |         |         |         |         |         |         |         |         |         |         |               | 5              |
| Cornelia Kreuter     |         |         |         |         |         |         |         |         |         | 8.      | 9.      | 2.      | 2.      |         |         | 10. 4   |               | 5              |
| Nicole Kuntner       |         | 8.      | 7.      | 1.      | 10.     |         |         |         |         |         |         |         |         |         |         |         | 1             | 4              |
| Paul Lorenz          |         |         |         |         |         |         |         |         |         | 7.      |         |         |         |         |         |         |               | 1              |
| Catharina Malek      |         |         |         |         |         |         |         |         |         |         |         |         | 5.      |         | 9.      | 2.      |               | 3              |
| Kathrin Menzinger    |         |         |         |         |         | 7.      | 9.      | 3.      | 3.      |         |         |         |         |         |         |         |               | 4              |
| Kateryna Mizera      |         |         |         |         |         |         |         |         |         |         |         |         |         |         |         | 1.      | 1             | 1              |
| Andy Pohl            |         |         |         |         |         |         |         |         |         | 9.      |         |         |         |         |         |         |               | 1              |
| Lenka Pohoralek      |         |         |         |         |         |         | 11.     | 7.      | 6. 5    | 10.     | 7.      |         |         | 8.      | 6.      |         |               | 7              |
| Julia Polai          | 6.      | 2.      | 2.      | 8.      | 11.     | 3.      |         |         |         |         |         |         |         |         |         |         |               | 6              |
| Christoph Santner    |         |         |         |         |         | 6.      | 11.     | 12.     | 9.      |         |         |         |         |         |         |         |               | 4              |
| Maria Santner        |         |         |         |         |         |         | 10.     | 6.      | 2.      | 3.      | 1.      |         |         |         |         |         | 1             | 5              |
| Alexandra Scheriau   |         |         |         |         |         |         |         |         |         | 6.      | 8.      | 5.      | 8.      |         |         |         |               | 4              |
| Patrick Seebauer     |         |         |         |         |         |         |         |         |         |         |         |         |         |         |         | 8.      |               | 1              |
| Herbert Stanonik     |         |         |         |         |         |         |         |         |         |         |         |         |         |         | 8.      | 4.      |               | 2              |
| Dimitar Stefanin     |         |         |         |         |         |         |         |         |         |         | 3.      | 3.      | 4. 6    | 3.      | 1.      | 6.      | 1             | 6              |
| Manuela Stöckl       |         |         |         |         |         |         |         | 1.      |         |         |         | 8.      |         | 10.     | 3.      | 7.      | 1             | 5              |
| Florian Vana         |         |         |         |         |         |         |         |         |         |         |         | 9.      | 7.      |         |         |         |               | 2              |
| Roswitha Wieland     |         |         |         |         |         | 11.     | 2.      | 9.      | 8.      | 2.      | 5.      | 4.      | 10.     |         |         |         |               | 8              |
| Nikolaus Waltl       |         |         |         |         |         |         |         |         |         |         |         |         |         |         | 10.     |         |               | 1              |
| Alexander Zaglmaier  |         | 7.      | 3.      | 2.      | 11.     |         |         |         |         |         |         |         |         |         |         |         |               | 4              |
| Manfred Zehender     | 3.      | 9.      | 10.     | 7.      | 4.      |         |         |         |         |         |         |         |         |         |         |         |               | 5              |
| Ferdinando Chefalo   |         |         |         |         |         |         |         |         |         |         |         |         |         |         |         |         |               |                |
| Ramesh Nair          |         |         |         |         |         |         |         |         |         |         |         |         |         |         |         |         |               |                |

### Choreographie

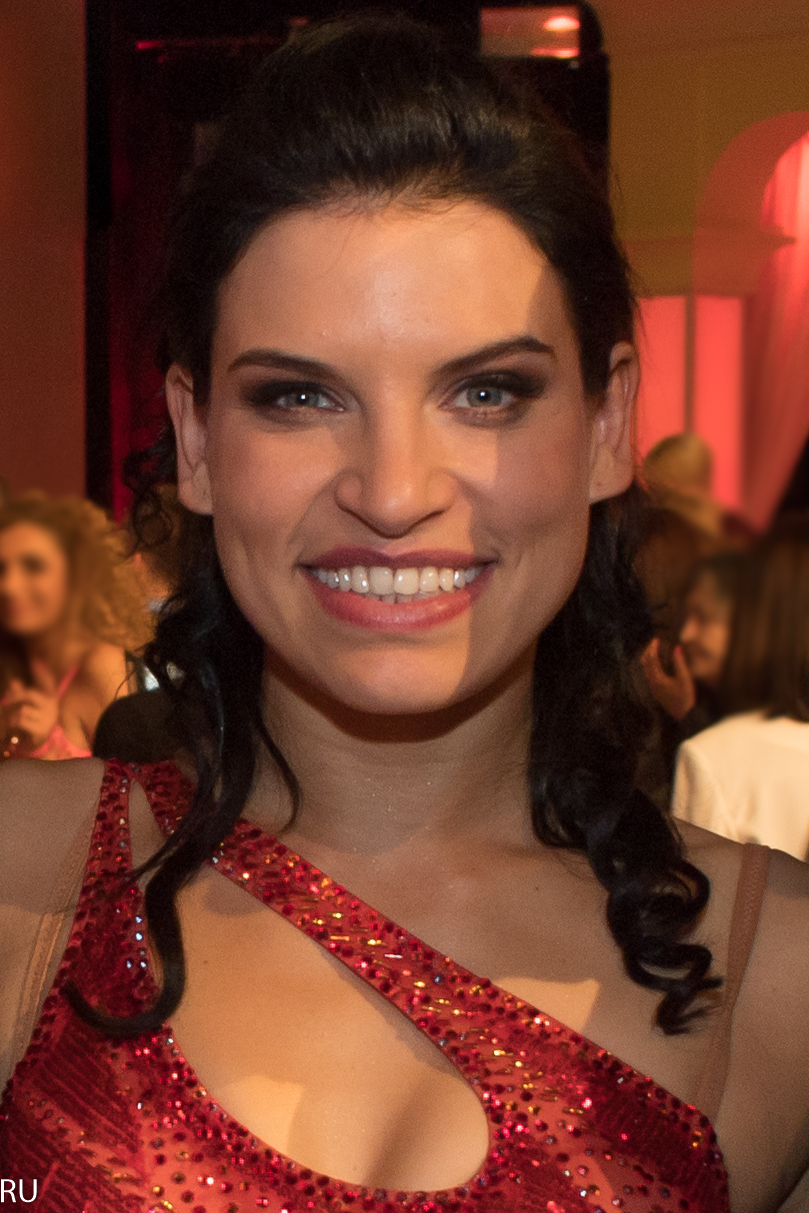
Conny Kreuter 2017

Ferdinando Chefalo war bis Staffel 11 als Chef-Choreograph für das Format tätig
in Staffel 12 übernahm der ehemalige Teilnehmer Ramesh Nair dieses Aufgabe.
In Staffel 13 war der Tanzprofi und Dancing Star-Sieger von 2019 – Thomas Kraml – der Chefchoreograph.
In Staffel 14 und 15 war die Profitänzerin Cornelia Kreuter die erste Chefchoreographin.
Chefchoreograph seit Staffel 16 ist Ivan Dubinin.

## Trivia
- In der zweiten Staffel begann Simone Stelzer eine Beziehung mit ihrem Tänzer Alexander Kreissl. Sie heirateten am 3. Oktober 2009 in Dürnstein. 2015 wurde die Ehe geschieden.
- In der vorletzten Sendung der dritten Staffel machte Balázs Ekker am Ende der Folge Alice Guschelbauer einen Heiratsantrag. Am 5. Mai 2007 heirateten sie live vor der Kamera.
- Zabine Kapfinger und Alexander Zaglmaier, die im Finale der dritten Staffel Platz 3 erreichten, sind ebenfalls verheiratet.
- In der vierten Staffel wurden in der Woche vor der ersten Folge von Dancing Stars alle Profitänzer in einer 5-teiligen Doku-Soap namens Dance with me – Die Profitänzer privat vorgestellt.
- Die fünfte Staffel wurde in HD produziert.
- Erstmals zu einem Sturz kam es in der achten Staffel beim Tanzpaar Schretzmayer/Egger. Der Profitänzer stieg beim Quickstep Schretzmayer aufs Kleid und rutschte aus – der Tanz durfte wiederholt werden.
- Maria Santner ist seit 2014 mit Marco Angelini, ihrem Tanzpartner aus der 9. Staffel, liiert.[27] Im September 2020 wurden die beiden Eltern einer Tochter.[28] Im Semifinale der 14. Staffel machte Angelini der mittlerweile als Jurorin tätigen Santner live im Ballroom einen Heiratsantrag.[29]
- Im Dezember 2016 wurden das Tanzpaar Babsi Koitz und Marco Ventre Eltern eines gemeinsamen Kindes.[30]
- In der elften Staffel wurde durch das Paar Ana Milva Gomes und Thomas Kraml zweimal volle 40 Punkte der Jury erreicht.
- Corinna Kamper und ihr heutiger Lebenspartner und Tanzprofi Danilo Campisi kamen einander in der 15. Staffel (2023) näher und tanzen weiterhin gemeinsam.